# Григулевич, Иосиф Ромуальдович
Ио́сиф Ромуа́льдович Григуле́вич (литовский вариант Юо́зас Григуля́вичюс, лит. Juozas Grigulevičius; псевдонимы: Артур, Макс, Мигель, Юзик, Теодоро Б. Кастро; литературный псевдоним И. Лаврецкий; 5 мая 1913, Вильно или Троки, Российская империя — 2 июня 1988, Москва, СССР) — советский разведчик-нелегал, впоследствии учёный-латиноамериканист: специалист по этнографии и истории стран Латинской Америки, истории католической церкви в Латинской Америке и института папства, деятель атеистической пропаганды. Исследователь нетрадиционных религий и культов.
Происходил из семейства аптекаря, родители его были литовскими караимами. Получал образование в Литве (в Паневежисе), далее с матерью переехал в Польшу, где вступил в Коммунистическую партию. После тюремного заключения (1932—1933) и выдворения из страны был связан с международным коммунистическим движением, учился в Высшей школе социальных наук при Сорбонне. В 1934 году по линии Коминтерна в первый раз командирован в Аргентину. В 1936 году участвовал в гражданской войне в Испании, был привлечён к работе в представительстве советских спецслужб. Впервые посетил СССР в 1937 году для обучения, в 1938 году командирован в США и Мексику, где попеременно работал до 1940 года; участвовал в операции по убийству Л. Д. Троцкого. В 1941 году награждён орденом Красной Звезды. Далее командирован в Аргентину для создания нелегальной сети, работал также в Уругвае и Чили, в 1945 году эвакуирован в Бразилию под видом гражданина Коста-Рики. После разрыва советско-бразильских отношений в 1947 году переведён в Москву для подготовки к внедрению в Европе. Получил советское гражданство и вступил в ряды ВКП(б). В 1949 году командирован в Италию, где успешно легализовался как гражданин Коста-Рики, в 1951—1953 годах исполнял обязанности посла Коста-Рики в Италии и по совместительству в Югославии. Профессионально занимался изучением Ватикана, удостоился пятнадцати аудиенций у папы римского Пия XII.
После смерти Сталина и смены руководства спецслужбами (в 1953 году) Григулевич был отозван в Москву. После окончания Высшей партийной школы был уволен в 1956 году из органов. Некоторое время работал во Всесоюзном обществе по культурным связям с зарубежными странами. Занялся научной работой, в 1958 году защитил свою первую монографию «Ватикан. Религия, финансы и политика» (1957) как диссертацию на степень кандидата исторических наук. С 1960 года на работе в Институте этнографии АН СССР, принимал участие в создании Института Латинской Америки АН СССР, с 1970 года — заведующий сектором Института этнографии. Неоднократно посещал Кубу. В 1965 году защитил монографию «Культурная революция на Кубе» как диссертацию на степень доктора исторических наук. В 1979 году избран членом-корреспондентом АН СССР. Опубликовал более тридцати монографий и научно-популярных книг, в том числе в серии «ЖЗЛ» (под псевдонимом — фамилией матери — «Лаврецкий»). В течение двух десятков лет был главным редактором журнала «Общественные науки». Награждён орденами СССР и стран Латинской Америки. В начале XXI века было издано три биографии разведчика и учёного в России и одна в Коста-Рике на испанском языке.

## Подпольщик (1913—1936)

### Ранние годы

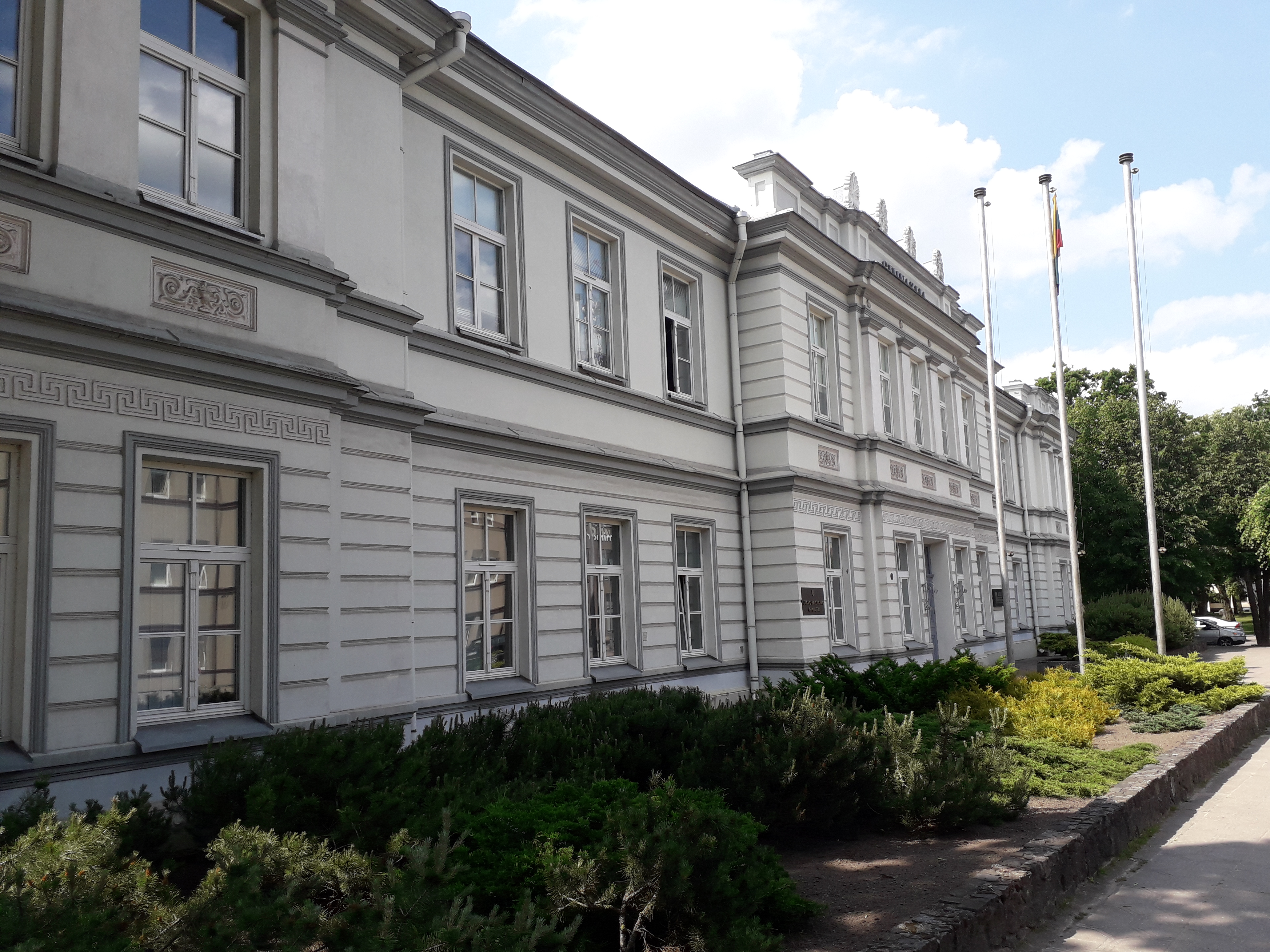
Здание гимназии в Паневежисе

О месте рождения Иосифа Григулевича существуют противоречивые сведения: обычно сообщается, что он появился на свет 5 мая 1913 года в Вильно, однако в его личном деле утверждалось, что Григулевич родился в Троках. Родители его — Ромуальд и Надежда (урождённая Лаврецкая) — принадлежали к этнической группе литовских караимов. Историк Борис Володарский, впрочем, утверждал, что Надежда Лаврецкая была русской. Как было принято в этой общине, все были грамотными; мать-домохозяйка дополнительно зарабатывала составлением документов и прошений соседям; в основном в доме говорили по-русски, хотя все владели также литовским и польским языками. Впоследствии И. Григулевич гордился своим караимским, или «еврейско-караимским», происхождением; эту же национальность он писал в пятой графе советского паспорта. Глава семьи был мелким служащим, после Февральской революции 1917 года вступил в Красную гвардию и даже участвовал в установлении советской власти в Петрограде. В независимой Литве семья поселилась на родине отца — в Паневежисе, где Иосиф поступил в гимназию. В 1926 году потерявший работу Ромуальд Григулевич отправился на заработки в Аргентину, где заведовал кооперативной аптекой в Ла-Кларите (провинция Энтре-Риос), хотя и не имел медицинского образования. Предприятие позволяло содержать себя, но средств переправить за океан семью не хватало.

### Польша. Первое заключение
Обучаясь в гимназии Паневежиса, 13-летний Иосиф познакомился с участниками подпольной коммунистической организации и быстро стал её членом. Поскольку у него рано обнаружился литературный талант, он не только распространял листовки, но и писал пропагандистские тексты и даже стихи. В 1927 году по требованию полиции «активный коммунист» Григулевич был исключён из гимназии. Мать и сын рассчитывали уехать в Аргентину, поскольку вновь созданное литовско-бельгийское акционерное общество «Лиетгар» (LIETGAR — Lietuvos garlaivių ir prekybos akcinės bendrovės) перевозило эмигрантов в Южную Америку; семейных сбережений хватало на проезд третьим классом. После банкротства общества задаток Григулевичей пропал. Чтобы сын закончил образование, Надежда Григулевич решила переехать в Польшу, поскольку в Вильно проживала её сестра. Иосифа приняли в гимназию имени Витовта Великого (с обучением на литовском языке). Его коммунистические идеалы подпитывал муж тётки, активный член Польской коммунистической партии; кроме того, Иосиф не скрывал симпатий к Советской России, поддерживал знакомство с русскими семьями, улучшал знание языка и читал классическую литературу. В то время в Вильно активно проводилась полонизация, караимам Григулевичам приходилось каждые полгода продлевать вид на жительство, причём Иосиф воспринимал процедуру как унизительную.
25 февраля 1932 года Григулевич был арестован дефензивой в числе тринадцати других учащихся-литовцев; поводом стало распространение коммунистических листовок в гимназии. После предварительного разбирательства за решёткой остались двое — секретарь подпольной комсомольской ячейки Д. Пумпутис и Григулевич, на которого были получены компрометирующие показания. Следствие чрезмерно затянулось; в апреле 1933 года, ещё когда Иосиф находился в тюрьме Лукишки в предварительном заключении, от сердечного приступа скончалась 47-летняя Надежда Григулевич. Нелегальная организация комсомольцев по мере возможностей поддерживала Иосифа продуктовыми передачами и денежными суммами для покупки необходимого в тюремной лавке. 17 мая 1933 года был вынесен приговор, о котором писалось в газетах (где подсудимый именовался «Юозас Григулявичус»); процесс получил большой резонанс. Григулевич был признан виновным в коммунистической пропаганде и получил два года условно, своих левых убеждений он принципиально не скрывал во время процесса. Большой скандал вызвало то, что ещё не приговорённых молодых людей держали на каторжном режиме, заковывали в кандалы, избивали. Выйдя на свободу, в августе 1933 года И. Григулевич получил постановление прокуратуры о необходимости в двухнедельный срок покинуть территорию Польши. По рекомендации Политбюро Литовской компартии и руководства Польской компартии молодой активист был командирован в Париж — в один из главных центров польской эмиграции.

### Франция — Аргентина

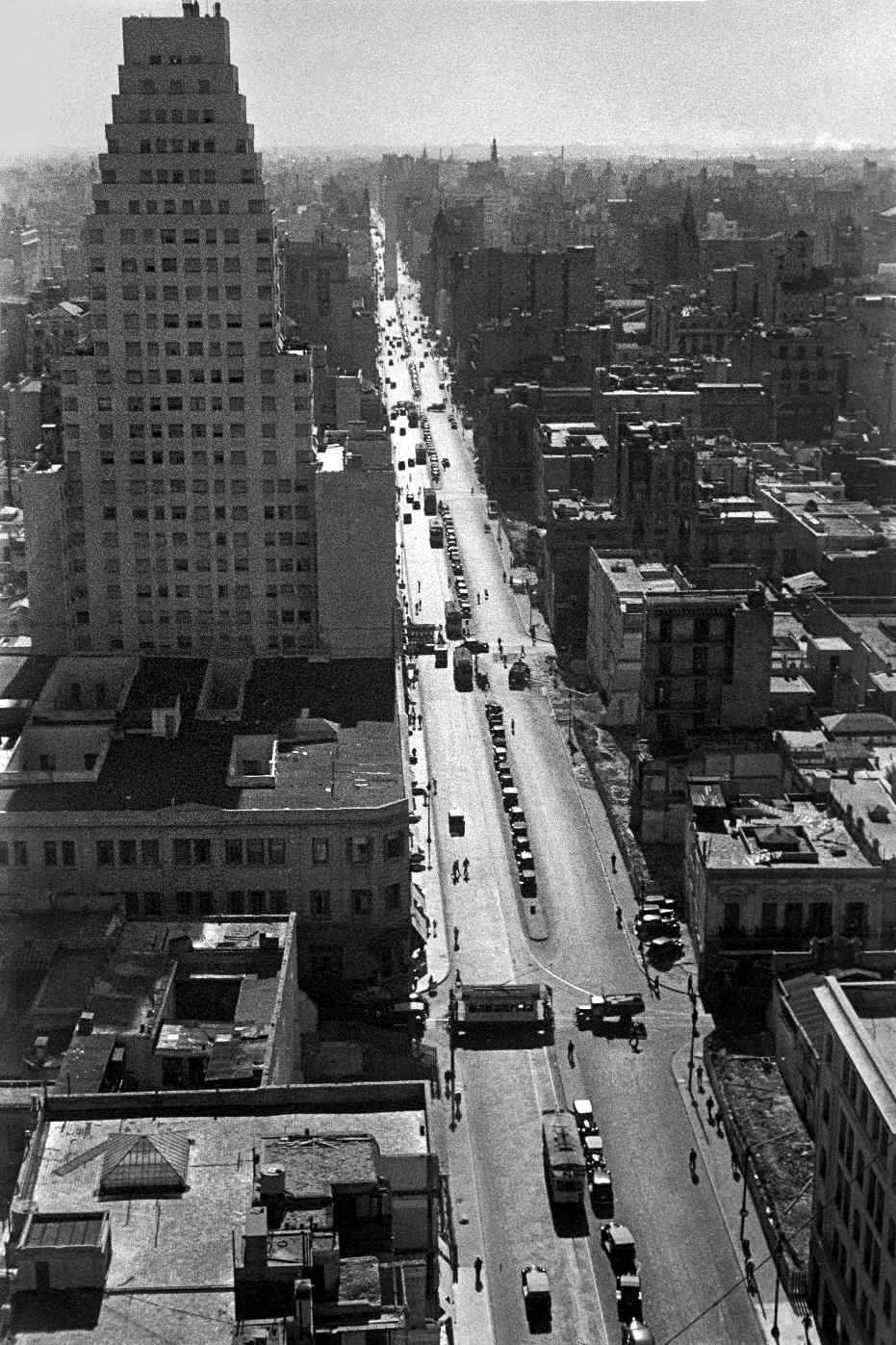
Авенида Корриентес в Буэнос-Айресе. Фото Орасио Копполы, 1936

В Варшаве Григулевича впервые стал сотрудничать с Международной организацией помощи революционерам (МОПР). Он получил французский паспорт на имя «Мартин Эдмонд Антуан». Прибыв в Париж в октябре 1933 года, Иосиф произвёл хорошее впечатление на представителя Польской компартии З. Модзелевского. Тот пристроил молодого человека вольнослушателем в Высшую школу социальных наук, а также на подготовительные курсы при Сорбонне, и ввёл в польскую редколлегию журнала МОПР. Григулевич зарабатывал на жизнь, выступая на митингах солидарности, где его представляли как «жертву фашистского террора» в Литве и Польше; позднее создал мопровскую ячейку, которая активно проявила себя на акциях в поддержку Г. Димитрова. В Париже на Григулевича впервые обратил внимание помощник резидента ИНО ОГПУ Александр Коротков, они дважды встречались, однако на вербовочную беседу активист «Юзик» не пришёл. По версии Б. Володарского, Григулевич был с самого начала завербован ОГПУ в Париже Николаем Самойловичем Фридгутом.
В августе 1934 года представитель Коминтерна во Франции предложил командировать «товарища Юзика» в Аргентину по линии МОПР, что значилось и в его мандате, вшитом за подкладку пиджака. В Буэнос-Айресе его встречали отец и член ЦК Компартии Аргентины Франсиско Муньос Диас, знакомый ещё по Парижу. Сначала Иосиф обосновался у отца в Ла-Кларите, поскольку совершенно не знал испанского языка. Он устроился к учителю местной начальной школы — коммунисту — и активно общался с местными жителями, среди которых было много восточноевропейских евреев. С самого начала Григулевич читал много газет и журналов и переводил тексты при помощи польско-испанского словаря.
После первичной адаптации руководство МОПР (в Латинской Америке его именовали «Красной помощью» — исп. Socorro Rojo) перевело «Мигеля» Григулевича в Росарио, где его избрали членом исполкома организации и в редколлегию партийного журнала. Одной из форм работы МОПР был патронат над мигрантами из определённых местностей, которые сидели в одних и тех же тюрьмах; Григулевич входил в патронат Лукишек, который составляли виленские эмигранты. После переезда в Буэнос-Айрес Григулевич активно занимался самообразованием, посещал партийные курсы и, несмотря на малые доходы, записался в библиотеку и покупал серьёзные книги; впервые заинтересовался личностью Симона Боливара. Иосиф состоял в разных организациях, в том числе демократическом клубе «Объединённые литовцы в Аргентине». Григулевич поддерживал связи и в еврейской среде, секретарь организации ДАИА Флора Тофф одно время считалась невестой Иосифа, а сам он более года прожил в доме Мигеля Финштейна — состоятельного аптекаря. Впрочем, самые близкие дружеские отношения связывали Григулевича с Армандо Кантони, будущим секретарём райкома Буэнос-Айреса. На руководящие позиции в те годы Иосиф не претендовал. На жизнь он зарабатывал журналистикой, также служил страховым агентом и даже продавал радиоприёмники. Одна из первых сохранившихся публикаций Григулевича называлась «О социальных координатах танго», где данный музыкально-танцевальный жанр трактовался как «мелкобуржуазный» продукт декадентства и страха перед жизнью. Молодой человек интересовался спортом и состоял в «Гимнастическо-фехтовальном клубе», который требовал поручительства двух его членов; вступительный взнос составлял 10 долларов — солидную по тем временам сумму.
Вечером 19 июля 1936 года Иосиф Григулевич был арестован аргентинской полицией на вилле писателя и популяризатора марксизма Аугусто Бунхе (главы Независимой социалистической партии Аргентины) в числе 109 посетителей большого праздника. Полиция настаивала, что участники мероприятия слушали передачи московского радио и обсуждали возможность террористической деятельности. Благодаря усилиям опытных адвокатов и столичных журналистов, все участники мероприятия были освобождены уже на третий день. Для Григулевича арест мог иметь серьёзные последствия: аргентинское военное правительство имело пронацистские симпатии и ужесточило законы о нелегальной миграции, тем более что «электрик Мигель» так и не прошёл натурализации. В одном из документов, изъятых у Бунхе, имелась схема аргентинского МОПР, где Григулевич (под оперативным псевдонимом) значился как глава одной из ячеек. Этот документ был факсимильно опубликован в одной из газет Буэнос-Айреса. В полиции остались и его отпечатки пальцев. Когда партийная служба безопасности получила сигналы из полиции о неминуемом аресте Григулевича, руководство аргентинской компартии решило удовлетворить его просьбу об отправке на фронт гражданской войны в Испании. Разрешение на въезд подписал лично посол Испании в Аргентине — известный писатель-антифашист Анхель Осорио-и-Гальярдо.

## Гражданская война в Испании (1936—1937)

### Боец интербригад

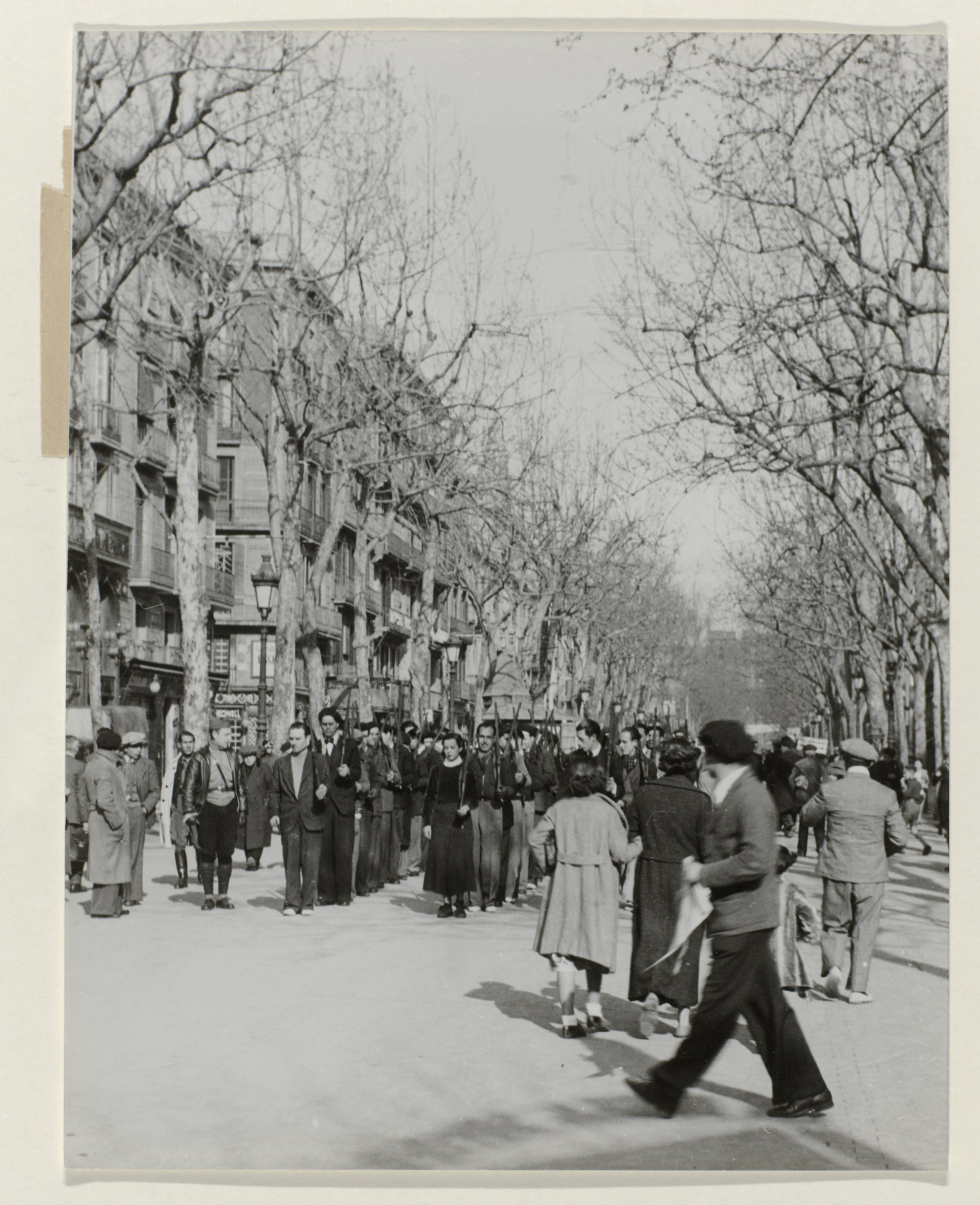
Шествие резервистов «Красной Испании» по Барселоне в апреле 1937 года

В начале сентября 1936 года 23-летний Григулевич нанялся помощником повара на греческий пароход, направлявшийся в Антверпен. В Барселону он добирался десять дней через Париж и Тулузу, поездами и даже самолётом, оказавшись на месте 5 октября. По сведениям Марджори Росс, переброской Григулевича, как и тысяч других добровольцев, через испанскую границу занимался югославский уроженец Иосип Броз, будущий маршал Тито. Получив документы на имя «Хосе Окампо», он направился в Мадрид, где был принят руководителем группы инструкторов исполкома Коминтерна Витторио Кодовильо и генеральным секретарём ЦК испанской компартии Хосе Диасом. В отеле «товарища Хосе» поселили вместе с советским кинооператором Романом Карменом. Буквально на следующий день Григулевича назначили советником Энрике Листера по международным вопросам и одновременно консультантом комиссара Контрераса (как называли агента итальянских коммунистов Витторио Видали). У Листера произошло знакомство с художником и активистом коммунистической партии Мексики — Давидом Альфаро Сикейросом. В течение месяца Григулевич-«Окампо» проходил боевую подготовку и отличился, командуя небольшой оборонительной операцией в Университетском городке Мадрида — противнику нельзя было сдать Толедский мост. Вскоре ценного сотрудника перевели на должность помощника начальника штаба Мадридского фронта. Тем не менее он стремился к участию в реальных боевых действиях и отличился под Гвадалахарой, Бриуэгой, Сигуэнсой, Брунете и на Сарагосском направлении. После победы в Бриуэгской битве Григулевич на банкете Двенадцатой интербригады был рядом с Хемингуэем, Эренбургом и Кольцовым. Очень быстро советник и резидент советской разведки А. Орлов принял решение о вербовке «Окампо», тем более что запросил данные на него через Кодовильо. После перехода на советскую тайную службу Григулевич получил оперативный псевдоним «Юзик», а также документы на имя аргентинского журналиста. В целом его деятельность в Мадриде описывалась противоречиво в разных источниках; например, утверждается, что его «крёстным отцом» в советских спецслужбах был Наум Белкин. Людей Орлова — и вообще советских интербригадовцев — в Испании полуиронически называли «мексиканцами», поскольку Мексика в тот период была единственной страной, которая открыто поддерживала республиканское правительство.

### Боевик спецслужб
В конце ноября 1936 года Григулевича перевели в Сегуридад — комиссариат безопасности Хунты обороны Мадрида. Главной задачей была борьба с мятежниками и их пособниками, которые скрывались в посольствах разных государств. По некоторым сведениям, численность «пятой колонны» достигала 8000 человек. 4 декабря (согласно дневнику М. Кольцова — 4 ноября) группа, в которую входил и Григулевич, взяла штурмом комплекс финского посольства, при этом было арестовано около 2000 человек; были обнаружены склады оружия и мастерская по снаряжению гранат. Оказалось, что сторонников франкистов укрывали в посольстве за плату, достигавшую полутора тысяч песет. В ту же ночь было захвачено посольство Чили, в результате чего были получены важные документы; было арестовано около ста противников республиканцев. На следующий день были взяты штурмом посольство Перу и большой дом по соседству; не обошлось без перестрелки, были жертвы с обеих сторон. Была захвачена радиостанция с оператором и набором шифров, было доказано, что под эгидой посольства действовали фалангисты. Во время обыска дома, принадлежавшего посольству Турции, было изъято сто ящиков оружия для фалангистов. Тем не менее с большинством задержанных (некоторые были изобличены в связях с гестапо) ничего не сделали и депортировали во Францию. По одной из версий, среди задержанных был будущий канцлер ФРГ Вилли Брандт.
11 декабря 1936 года ИККИ, выражая волю И. Сталина, информировал Компартию Испании, что троцкисты подлежат безусловной «политической ликвидации», что было истолковано в однозначном смысле. По данным «Митрохинского архива», Григулевич сыграл важную роль в этих событиях, участвовал в ликвидациях, а также обучал диверсантов. Изначально планировалось использовать анархистов как союзников коммунистов в деле искоренения троцкизма в Испании, однако действия советской стороны спровоцировали восстание в Барселоне. Возглавляли его Андрес Нин и POUM, которые 1 мая сняли свои воинские части с фронта, обосновывая это «самозащитой». 3 мая 1937 года Григулевич (под кодовым именем «Макс») с возглавляемым им отрядом (10 человек) был срочно командирован в Каталонию, где и оставался по крайней мере до июня. Согласно версии, которую изложил спустя полвека сам Григулевич, арест анархистов («Операция Николай») превратился едва ли не в фарс: когда боевики ворвались в одну из явочных квартир, они обнаружили там интернационалистов с их жёнами — русскими и украинками, которые угостили сотрудников Сегуридад водкой и блинами. В действительности Григулевич действовал совместно с помощником резидента — известным деятелем спецслужб Наумом Эйтингоном, но именно «Юзик» сыграл важную роль в захвате и ликвидации А. Нина. Андреса Нина доставили в Мадрид и подвергли пыткам, причём Григулевич был переводчиком на допросах. Попутно он готовил материалы, дискредитирующие членов POUM.
Мятеж анархистов в Барселоне был подавлен за три дня. Григулевич в своём рассказе, передаваемом Н. Никандровым, говорил:

Никому не пожелаю пережить такое. Там я по-настоящему понял смысл слов: «звериный оскал гражданской войны». Несколько раз я был на волоске от гибели. До сих пор не знаю, кто стрелял в меня — свои или мятежники? Все перемешались, пуляли напропалую, со всех сторон. Подошвы ботинок прилипали к брусчатке, обильно политой кровью. Это было всеобщее остервенение, испанцы — храбрые бойцы, никто не хотел уступать и потому никто не просил пощады.

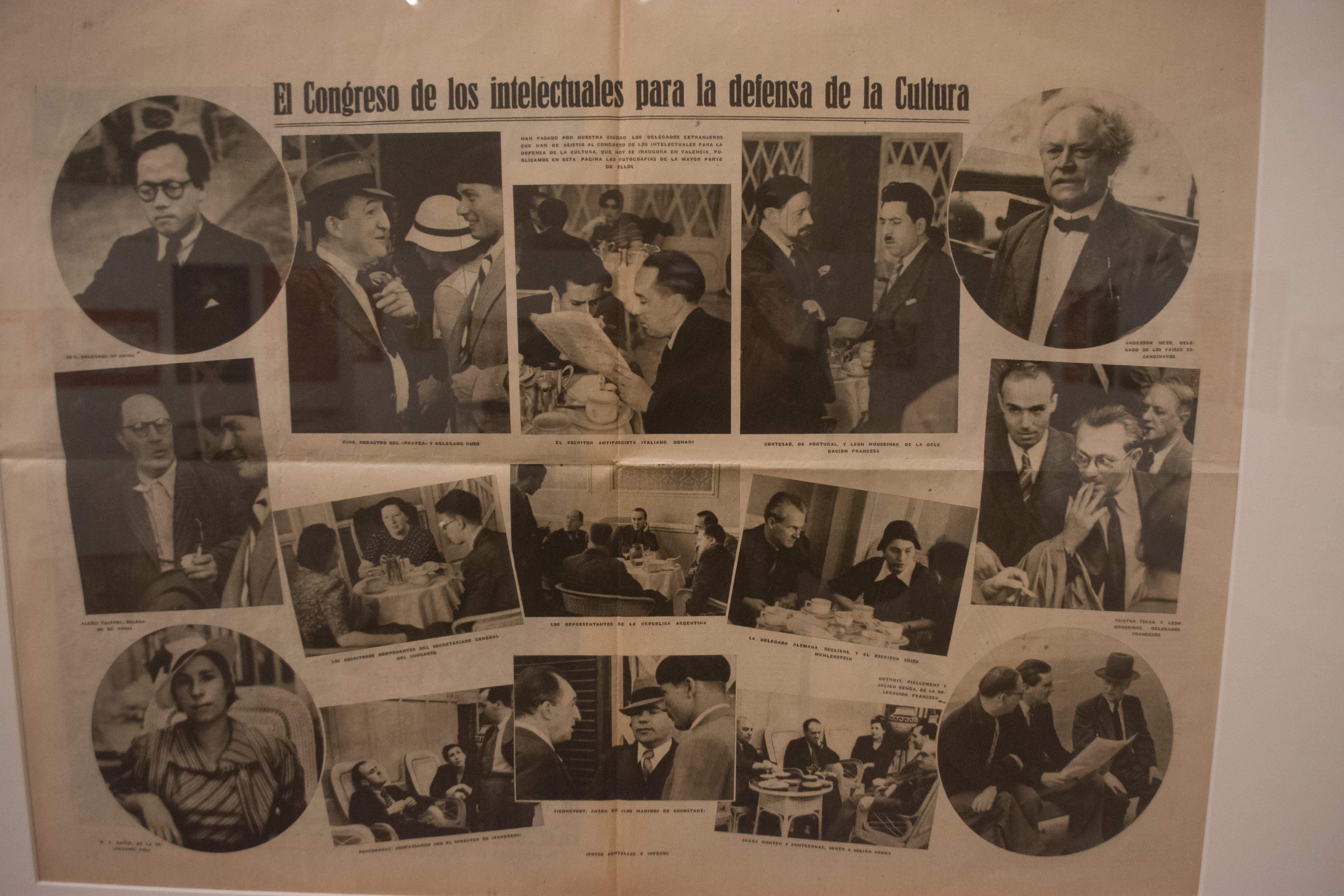
Плакат с изображениями делегатов Конгресса писателей в защиту мира

После этого Эйтингон отправил Григулевича переводчиком на Международный конгресс писателей в защиту культуры, также организованный по прямому указанию Сталина. В конгрессе участвовали Сикейрос, Диего Ривера, Тина Модотти, Илья Эренбург, Андре Мальро, Луи Арагон, Уолдо Фрэнк, Октавио Пас, Анна Зегерс. Главой советской делегации был Михаил Кольцов, генеральным секретарём конгресса — министр образования Испании, коммунист Хесус Эрнандес Томас. За день до открытия конгресса в Валенсии, 3 июля был дан торжественный обед в честь Пабло Неруды. Одной из главных тем конгресса стало осуждение Андре Жида за книгу «Возвращение из СССР», защищать его осмелились только А. Мальро и О. Пас. Основным политическим содержанием конгресса было отождествление понятий «антифашист» с «коммунистом» и «социалистом». Было зачитано послание Альберта Эйнштейна, заявившего, что героическая борьба испанского народа за свободу и достоинство — это единственное, что позволяет сохранить надежду на лучшие времена. 6 июля из Валенсии делегаты были перевезены в Мадрид; следующие сессии конгресса проходили в Барселоне и Париже, что позволило недоброжелателям в прессе сравнивать мероприятие с «бродячим цирком».
В Барселоне Григулевич встречался с Эриком Блэром, которому не понравился настолько, что получил от него прозвище «Чарли Чан».

### Сотрудник советской разведки
Получив высокую оценку от А. Орлова и Н. Эйтингона, Григулевич стал доверенным лицом советских органов разведки. Его назначили куратором и переводчиком группы Чкалова, Байдукова и Белякова, возвращавшихся из США через Мадрид; Григулевич должен был сопровождать лётчиков до Парижа. После приобретения для испанской резидентуры фотоаппарата, принадлежностей и канцтоваров Григулевич был направлен в СССР, получив паспорт на имя «Хосе Перес Мартин». Участников операции по ликвидации барселонского мятежа отправили в Сочи и Гагры. В октябре 1937 года Григулевич был командирован на учебные курсы разведчиков-нелегалов в Малаховке, где проходил спецподготовку по линии ИНО. По некоторым сведениям, он не хотел покидать Испанию, но угроза разоблачения была слишком велика. В характеристике говорилось:

…В процессе обучения проявил творческий подход и разумную инициативу. Считает и твёрдо убежден, что без знания иностранного языка, — особенно местного, национального, — не может быть разведчика, тем более разведчика-нелегала. Сам он, как показали занятия, хорошо владеет испанским и французским языками, без затруднений может вести беседы на любые темы. <…> Умеет хорошо выражать свои мысли и чувства и заразить ими других. …Обладает качествами, которые помогают ему находить общий язык с любым человеком. В разговорах с преподавателями и инструкторами его никто не принимал за русского, все считали его иностранцем. Да и сам он придерживался этой легенды.
Куратором Григулевича был Сергей Шпигельглас; вероятно, из Иосифа готовили боевика-ликвидатора. Главной страной его специализации была избрана Мексика, в которой скрывался Троцкий. Ремеслу нелегала-наблюдателя и аналитика Иосифу Ромуальдовичу пришлось учиться самостоятельно.

## Резидент (1938—1947)

### Операция «Утка»

#### Путь в Мексику

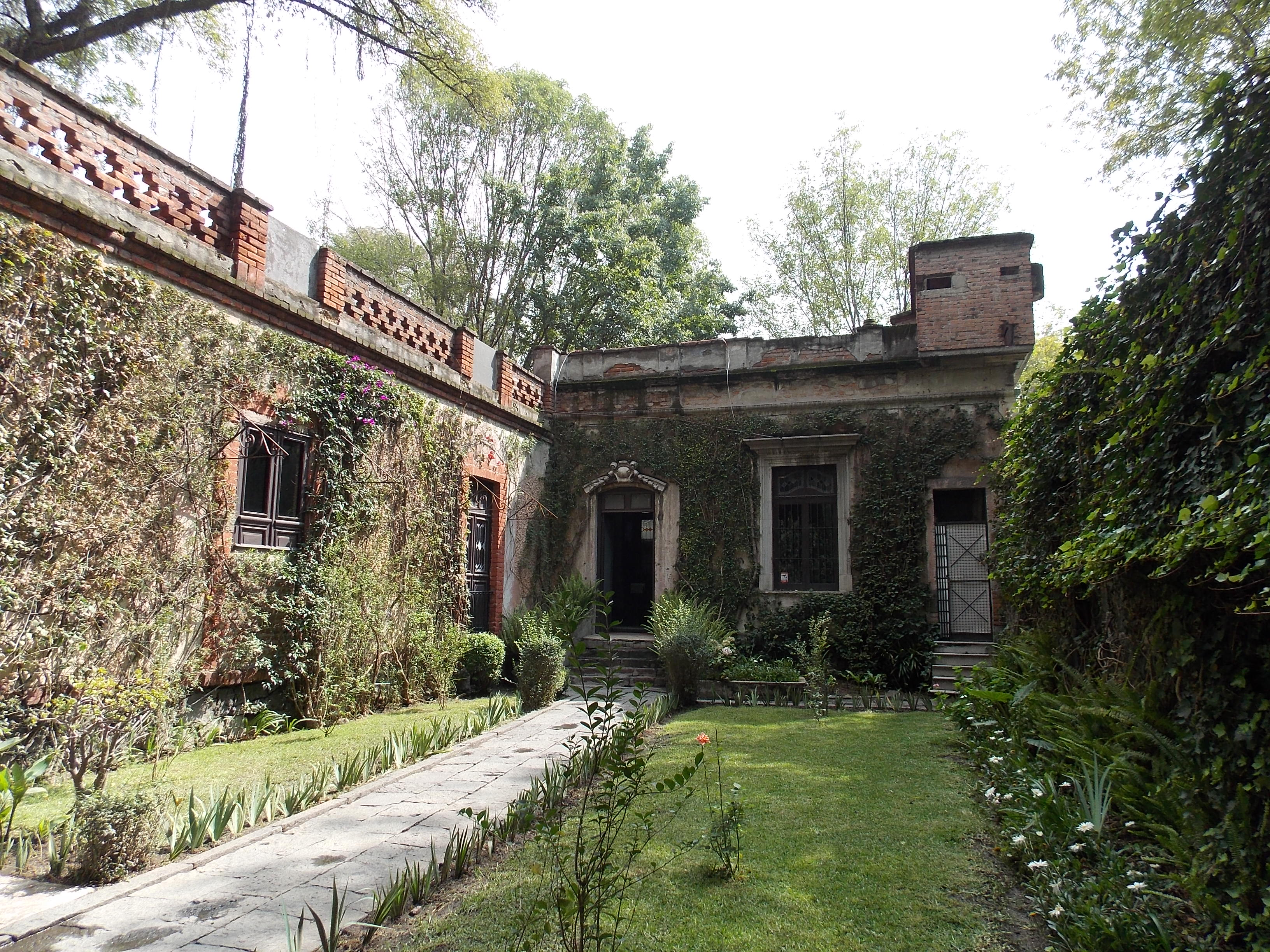
Внутренний двор дома Троцкого в Мехико в 2012 году

В начале апреля 1938 года Григулевич (получивший кодовое имя «Фелипе») и его напарник — испанец Эмилио Санчес (оперативный псевдоним «Марио») — были из Новороссийска командированы в США. Добравшись до Нью-Йорка на советском пароходе, они поступили в распоряжение резидента Петра Гутцайта, который работал с ними лично, учитывая специфику задания — ликвидацию Троцкого. Он снабдил агентов 2000 долларов, установил условия связи и отправил в Мехико через Санта-Фе. В столицу Мексики Григулевич и Санчес прибыли в мае. Из-за накрывшей спецслужбы СССР волны репрессий связь с Гутцайтом оборвалась — он был вызван в Москву и арестован в октябре 1938 года. Попытки Григулевича выйти на связь — он даже специально ездил в Нью-Йорк — оказались безрезультатны. Единственной отдачей стало знакомство с революционером Луисом Ареналем, который сотрудничал с Григулевичем долгие годы. Ожидая новых поручений, «Фелипе» был вынужден работать в Мехико официантом, попутно вживаясь в мексиканскую среду; неопределённость длилась около полугода.
Вновь связь восстановилась в апреле 1939 года с новым резидентом Исхаком Ахмеровым. Летом Григулевич был вызван в Нью-Йорк для промежуточного отчёта. К тому времени в Москве была начата «Операция „Утка“» под началом Н. Эйтингона. В самом конце 1939 года Григулевич был вызван в Москву, несмотря на то, что началась война в Европе. Его вывезли на советском пароходе из Сан-Франциско во Владивосток и далее по Транссибу. С собой агент «Фелипе» вёз план дома Троцкого на улице Вены; кроме того, наркомвнудел Лаврентий Берия хотел лично получить характеристику на Давида Сикейроса, который планировался главой штурмового отряда. Работа Григулевича была признана «удовлетворительной», и он получил приказ завершать операцию.
По сведениям, приводимым Н. Никандровым, с февраля 1940 года Григулевич планировал действия группы Сикейроса. В документах «Митрохинского архива» именно Григулевич назывался руководителем и организатором нападения. Слежка за домом Троцкого была круглосуточной, в ней участвовали мексиканские комсомольцы и партийные активисты. В охране Троцкого служил Шелдон Харт, лично знавший Григулевича и внедрённый в ближний круг Льва Давидовича спецслужбами. Нападение было назначено в ночь с 23 на 24 мая 1940 года, поскольку в этот день привратником был знакомый Григулевича. На ускорении операции настаивал также Эйтингон, стремясь приурочить громкую ликвидацию к проходящим в Мексике выборам. По приказу из Москвы после завершения операции Григулевич должен был перебираться в Аргентину, натурализоваться там и создать разветвлённый нелегальный разведцентр, работающий во всех сопредельных странах, включая Бразилию.

#### Женитьба
В разгар подготовки к нападению Григулевич женился на партийной активистке — школьной учительнице Лауре Агиля́р Ара́ухо (родилась в 1916 году). По одной из версий, их познакомил Эйтингон, а связь была санкционирована из Москвы. Она происходила из многодетной небогатой семьи, отец к тому времени умер. Лаура интересовалась политикой, была убеждённой марксисткой и даже запретила матери и сёстрам посещать церковь. К тому времени она возглавляла секцию профсоюза школьных учителей. Весной 1940 года Лаура и Иосиф сочетались гражданской церемонией в Мехико, не ставя в известность родственников невесты.

#### Первое покушение на Троцкого

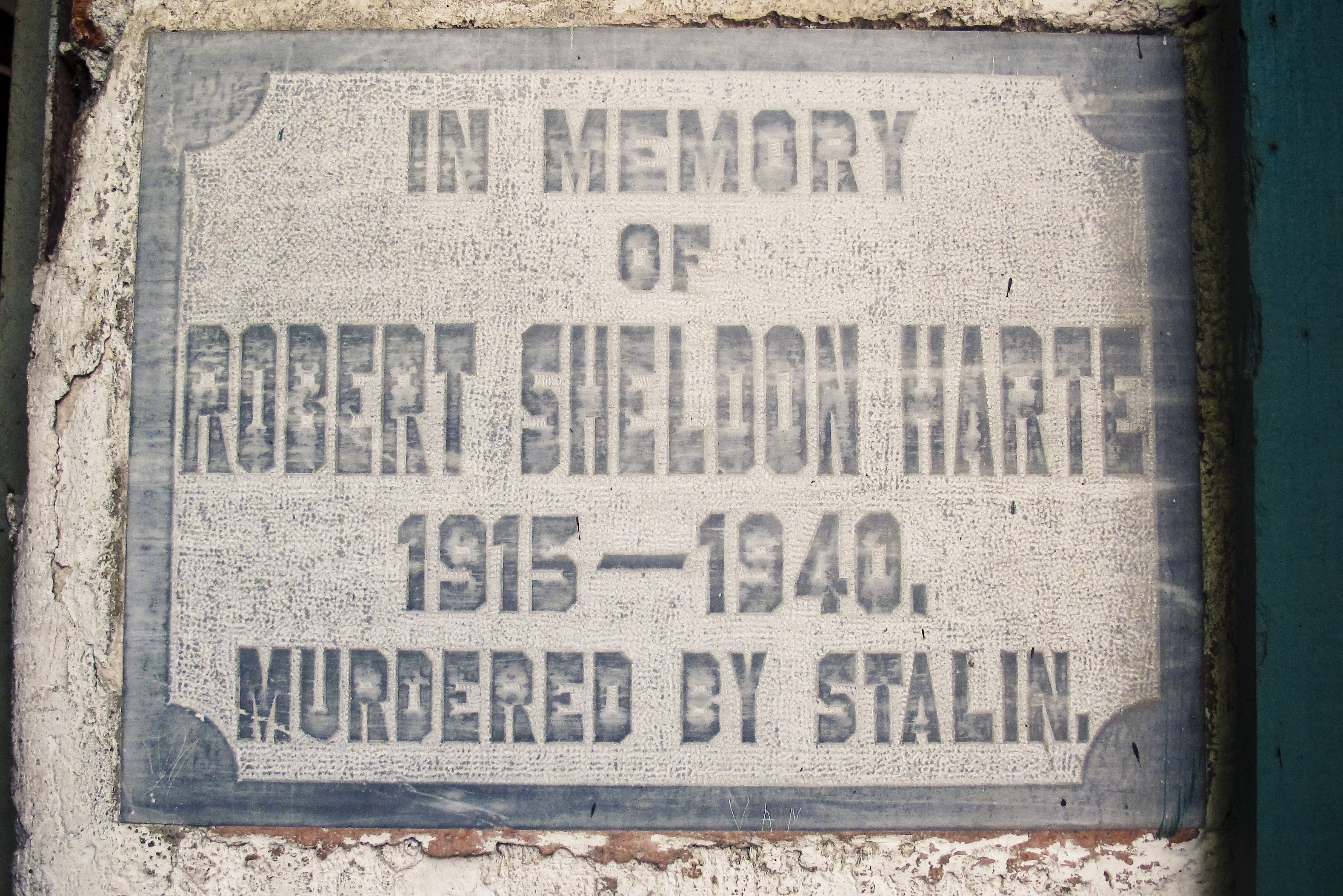
Мемориальная доска памяти Шелдона Харта

Покушение было совершено в ночь на 24 мая 1940 года в форме налёта. Около четырёх утра двадцать человек — все ветераны испанской гражданской войны, в том числе В. Видали, — в форме мексиканской полиции и армии при поддержке охранника Шелдона Харта ворвались во внутренний двор дома Троцкого. В течение 10—15 минут они расстреливали спальню Троцкого, также оставив у её дверей бомбу, которая, однако, не сработала. Троцкий и его жена Наталья Седова бросились на пол и оказались в «серой зоне». Открывший нападавшим ворота Шелдон Харт был ими схвачен и убит; тело его нашли только спустя месяц. Согласно заявлению Эйтингона 1953 года, Шелдон Харт пытался помешать осуществлению операции, приведя налётчиков в помещение, где «не было ни архива, ни Троцкого». Последний затем установил Харту мемориальную доску, указав, что он «убит Сталиным». После провала покушения Григулевич скрывался на квартире своей жены, а затем в частной клинике для душевнобольных (при помощи доктора Барского, который работал некогда в интербригадах). Позднее он рассказывал, что не пытался симулировать психическое расстройство: для врачей и обслуживающего персонала достаточно было того, что он оказался в лечебнице. Из Москвы поступило указание помочь Григулевичу покинуть Мексику, на что выделялось 10 000 долларов. Он успешно переправился в США, где руководил отправкой семьи Л. Ареналя в Советский Союз. Секретным постановлением Президиума Верховного Совета СССР Григулевич в июне 1941 года был награждён орденом Красной Звезды за «образцовое выполнение специальных задач». Согласно одной из версий, награждение было связано с участием агента Фелипе в убийстве перебежчика Вальтера Кривицкого, о чём Григулевич впоследствии рассказывал своему другу и ученику Николаю Леонову. Последний утверждал, что Кривицкий успел покончить с собой раньше, чем Григулевич до него добрался, но положенные награды Иосиф получил.
Из-за того, что расследование покушения на Троцкого набирало обороты, Лауре Агиляр Араухо пришлось перебираться в Нью-Йорк под опеку советской резидентуры (с присвоением оперативного имени «Луиза»). Григулевич получил приказ о переводе его во внешнюю разведку с назначением в Буэнос-Айрес (оперативный псевдоним «Артур»). О возможности воссоединения с женой Центр не дал указаний.

### Резидентура в Аргентине

#### Выстраивание нелегальных структур
Прибыв в Аргентину по чилийскому паспорту 24 декабря 1940 года, Григулевич зарегистрировался как «Хосе Ротти» и приступил к процедуре натурализации. В результате, получив аргентинский паспорт, он стал «Хосе Григулявичусом». Используя в качестве базы аптеку своего отца, почти полностью утратившего трудоспособность, он наладил связи с фармацевтическими фирмами, что было хорошим прикрытием для нелегальной деятельности. Главным его партнёром стал Теодоро Штайн; Григулевич стремился, чтобы бизнес-прикрытие никогда не было фиктивным. По предположению Б. Володарского, назначение Григулевича резидентом в Аргентине не было случайным. Создавать резидентуру надо было в буквальном смысле на пустом месте, поскольку с Буэнос-Айресом у Москвы не было дипломатических отношений. Однако в советской разведке существовало убеждение о существовании в стране опорных баз нацистов, что подпитывалось политикой ФБР: в июне 1940 года Эдгар Гувер представил план создания специальной разведслужбы для противодействия нацистам по всей территории Латинской Америки. Судя по опубликованным документам Коминтерна, в 1940 году против Григулевича велась некая подковёрная интрига, он обвинялся в том, что не был гражданином СССР, якобы препятствовал убийству Троцкого и т. д. При этом Григулевич был фактически единственным источником политической и экономической информации о Южной Америке.
После начала Великой Отечественной войны Григулевич был оформлен штатным резидентом в Южной Америке. После переезда Сикейроса в Чили Григулевичу пришлось основать первую базу своей новой структуры в Сантьяго-де-Чили, возглавленную Л. Ареналем. В Буэнос-Айресе большую поддержку Григулевичу оказали В. Кодовилья и его протеже Хуан Хосе Реаль, который возглавлял секретную службу Компартии Аргентины. В разведсети Григулевича стали работать Аугусто Уэрта и его жена (оперативные имена «Бланко» и «Дора»), благодаря связям которых к началу 1942 года советская резидентура располагала 80 активными сотрудниками: служащие военного министерства, депутаты, дипломаты, коммерсанты, журналисты, активисты национальных общин, технические служащие ряда посольств, а также хозяин брачного агентства и профессиональный контрабандист. Входил в разведсеть и кинооператор Рикардо Белес, известный своим фильмом о войне в Чако; до 1944 года он осуществлял курьерскую связь с США. Вторым помощником резидента «Артура» был итальянец Васко Галетти («Маго») — профессиональный нелегал. Собранная им диверсионная группа включала 8 человек: четырёх украинцев, поляка Феликса Вержбицкого, испанца и двоих аргентинцев. Всех привлекали исключительно на идейной — антифашистской — основе. Действовать приходилось практически в автономном режиме, связь с Москвой была нерегулярной и почти всегда с оказией. Например, несколько денежных переводов и писем были переданы в Нью-Йорк через коммерсанта Федерико Лакроса, писателя Хакобо Мучника, эмигрантку Лидию Альтшулер; очень сложной была система «почтовых ящиков», через которые можно было оперативно передать информацию или деньги, не менее шести из них были раскрыты полицией и жандармерией. Первоначально предполагалось уничтожить зерновые запасы, отправляемые в Третий Рейх из Аргентины, путём заражения складов грибком или саранчой. Хотя идея казалась перспективной, в земледельческих районах страны не было надёжных исполнителей, связанных с коммунистической партией.

#### Деятельность «Д-группы»

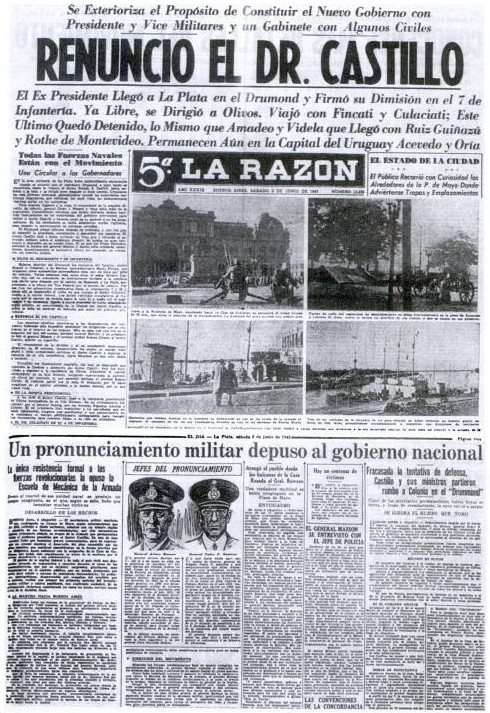
Первая полоса аргентинской газеты «La Razón» с сообщениями об июньском перевороте 1943 года

В декабре 1941 года Вержбицкий снял помещение рядом с портом Буэнос-Айреса, где наладил изготовление мин, в качестве помощника привлёк своего друга — рабочего порта Павла Борисюка, уроженца Волыни. Компоненты для зажигательной смеси можно было приобрести в свободной продаже, не вызывая подозрений, а запал позволял замедлять срабатывание на срок до двух недель. Благодаря деятельности поляка были потоплены суда, перевозившие из Южной Америки стратегическое сырьё для Третьего Рейха; так, в порту Буэнос-Айреса был сожжён склад с 40 тыс. тонн селитры, подготовленной для вывоза в Германию. Один только материальный ущерб составил 150 000 долларов; по отчёту Григулевича, общая сумма расходов составила около 2000 долларов США. Удалось сжечь склад бумаги фирмы «Гёте» и редакцию газеты «Памперас» — фактически филиала геббельсовской Völkischer Beobachter. Первоначально зажигательные снаряды маскировались под пакеты с мате и проносились вместе с едой, не вызывая подозрение у полиции и портовой охраны. После того, как на месте пожаров стали обнаруживаться оболочки снарядов, пришлось разнообразить формы. Например, «зажигалка» делалась в форме грелки и прибинтовывалась к бедру или груди. В общей сложности «Д-группа» осуществила около 150 успешных поджогов. Согласно отчёту, утверждённому Центром, группой Григулевича были потоплены два трансатлантических грузовых судна с 10 тысячами тонн селитры на борту каждого; сожжены три баржи с селитрой в акватории порта и партия казеина в трюмах сухогруза.
Поскольку советское представительство разведки существовало в Уругвае, в конце 1941 года Григулевич создал там тыловую базу, которая занималась легализацией агентов и латиноамериканских коммунистов. Например, для легализации 30-летнего агента приобреталась метрика умершего столько же лет назад ребёнка, с которой можно было получить удостоверение личности в полиции. Далее в конторе записи актов гражданского состояния оформлялось удостоверение о гражданстве, на основе которого далее выписывался заграничный паспорт. Благодаря одному из начальников полиции — коммунисту — удалось переправить несколько десятков агентов-испанцев с уругвайскими паспортами для организации движения «маки» во Франции. Таким же образом был изготовлен паспорт для Лауры Григулевич — на имя «Инелии Идалины де Пуэрто-Невьес». Она прибыла в Аргентину через Тихоокеанское побережье (от Сан-Франциско до Вальпараисо) и далее Трансандинской железной дорогой. Зажив семейной жизнью, Григулевич прописался на новом месте под фамилией жены — Араухо; судя по расспросам оставшихся очевидцев, проведённым Н. Никандровым, соседи считали Хосе французом, а в его жене уверенно опознавали мексиканку. По документам Григулевич числился коммивояжёром, что оправдывало его разъезды; в действительности Иосиф и Лаура занимались только делами разведсети; супруга была бухгалтером и шифровальщицей. Из соображений конспирации напрямую с членами «Д-группы» Григулевич вообще не контактировал.
После переворота 4 июня 1943 года новое военное правительство значительно усилило меры против иностранных разведок на территории Аргентины. «Точка» на территории Чили также привлекла внимание спецслужб из-за слишком тесных контактов с послом Кубы, связанным с Коминтерном. Между тем в конце 1944 года в результате взрыва при изготовлении зажигательных снарядов был тяжело ранен Вержбицкий — он потерял руку и почти полностью лишился зрения. По версии В. Чикова, это было следствием спешного уничтожения боеприпасов по приказу из Москвы. После инцидента с Вержбицким, в декабре того же года был арестован Виктор Дефруэтос — консультант «Д-группы» по теории и практике саботажа. Он находился в конфликте с руководством Компартии Чили и перебрался в Аргентину не по своей воле, кроме того, нарушал правила конспирации. После этого Григулевич запросил санкцию Москвы на сворачивание действий в Аргентине и эвакуацию в Уругвай.

### Эвакуация. Подготовка миссии в Европе

#### Уругвай. Коста-риканское гражданство
Куратором Григулевича в Монтевидео был советский консул Валентин Рябов, возглавлявший и резидентуру в этой стране. Одной из главных проблем была эвакуация архива, накопившегося за много лет разведывательной деятельности. Его удалось вернуть через посредничество врача и политика-эмигранта Эмилио Тройсе, знакомого с Григулевичем с 1930-х годов. Бумаги были пересланы дипломатической вализой под видом личного архива Тройсе. Архив позволил отчитаться в многолетней деятельности и развеять сомнения относительно контактов агента «Артура». В Уругвае Григулевич стал заместителем В. Рябова, который не знал испанского языка и был перегружен своей прямой дипломатической работой. Иосиф Ромуальдович стремился после окончания войны вернуться в Испанию, где у него оставалось множество знакомых, хотя Центр считал это главным препятствием для работы в этой стране. Наконец, было решено направить «Артура» в Бразилию для окончательной легализации и подготовки к внедрению в Европу. В январе 1945 года по просьбе Рябова Григулевич написал объёмный отчёт «Аргентина как центр международных противоречий в Южной Америке», по стилю и содержанию напоминающий его будущие книги.
Поскольку с 11 декабря 1944 года между Чили и СССР были установлены дипломатические отношения, летом 1945 года Григулевич был направлен за Анды, чтобы передать секретному отделу свои контакты. Одним из этих контактов был эмигрант-костариканец — писатель Хоакин Гутьеррес Мангель, который был помощником коста-риканского консула Борбона и членом коммунистической партии. Он создал для Григулевича новую легенду — незаконнорождённого отпрыска знатного семейства кофейного плантатора из Алахуэлы, который был вывезен матерью в Чили и постоянно проживал там. Результатом стало получение легального паспорта гражданина Коста-Рики на имя «Теодоро Бонефиль Кастро», которое и стало для Григулевича основным на весь оставшийся период его нелегальной деятельности. Судя по результатам разысканий Марджори Росс, «Теодоро» было именем деда Хоакина Гутьерреса, а «Бонефиль» — бабки. Вероятно, он воспринимал Григулевича как агента Коминтерна, который нуждался в надёжных документах, чтобы покинуть Южную Америку. В августе 1945 года «Теодоро Кастро» даже получил рекомендации от генерального консульства Коста-Рики на имя крупнейших кофейных плантаторов этой страны. Лаура Григулевич тогда же официально оформила уругвайское гражданство (по-прежнему на имя «Инелия Идалина дель Пуэрто Невьес»): вслед за мужем в Чили её не выпустили.

#### Боливия — Бразилия

Семья Григулевичей (Кастро) во время пребывания в Бразилии в 1946 году

На второй день после установления Боливией дипломатических отношений с СССР чета Григулевичей, имевшая предписание посетить Боливию, Бразилию и отправляться в Коста-Рику, прибыла в Боливию, и Иосиф Ромуальдович немедленно взялся за подготовку аналитических описаний положения в стране. Согласно одной из легенд, которую активно распространял и сам Григулевич, в департаменте Потоси он встречался с одним из индейских вождей, взявшим себе псевдоним «Ленин», который хотел поднять восстание за установление советской власти. Он при этом рассчитывал на Коминтерн, который к тому времени уже два года как не существовал, и требовал точную сумму денег — 65 666 долларов США. Из-за того, что в Боливии не было собственной коммунистической партии, столь многообещающая возможность осталась нереализованной. По другой версии, советский разведчик и «Ленин» не смогли договориться о финансировании восстания (Москва выделяла ровно 60 тысяч долларов). В. Чиков полагал эту версию целиком вымышленной, поскольку она не фигурировала в рабочих донесениях и личном деле Григулевича. Перед переездом в Бразилию, согласно его собственным рассказам 1980-х годов, Григулевич совершил короткий визит в Сан-Хосе, чтобы ориентироваться в обстановке на своей «родине». По другой версии, излагаемой им самим, Иосиф Ромуальдович никогда не посещал Коста-Рики.
В Рио-де-Жанейро, следуя инструкциям, Григулевич открыл книжный магазин и не занимался оперативной работой до прибытия куратора из Центра; собственной резидентуры в стране не было. За два месяца он освоил местный язык. В декабре 1945 года, когда Григулевич приехал в Уругвай для отчёта, один только список полезных связей в Рио занял около десяти страниц. Самовольство «Артура» вызвало у начальства сильное раздражение: диктаторский режим Дутры был жёстким, а местная коммунистическая партия была полна агентов и провокаторов. Во время пребывания в Монтевидео Иосиф и Лаура ещё раз оформили свой брак по гражданской церемонии, поскольку у обоих были новые документы и личности.
В июле 1946 года разразился большой скандал вокруг генконсула В. Рябова из-за попытки издания в Бразилии перевода «Краткого курса истории ВКП(б)». С новым послом Я. Сурицем у Григулевича отношения не сложились, и он устроился помощником консула Коста-Рики. После разрыва советско-бразильских отношений Григулевичи в ноябре 1947 года были отозваны в СССР. Этому предшествовала семейная трагедия: Хосе, полугодовалый сын Иосифа и Лауры, скончался от врождённого порока сердца.

#### Подготовка к внедрению в Европу
Супруги Григулевичи прибыли в Москву за несколько дней до нового, 1948 года. Около полугода ушло на акклиматизацию и писание отчётов. 28 апреля 1948 года Григулевичи получили советское гражданство и паспорта на свои настоящие имена. Лето Иосиф и Лаура, которым выдали временные советские паспорта на имя Василия и Татьяны Абрикосовых, провели на черноморском побережье Кавказа. В Москве им была выделена двухкомнатная квартира в новом доме на Ленинградском проспекте. Григулевич прошёл многомесячный индивидуальный курс оперативной работы и сам готовил учеников. По сведениям, приводимым В. Чиковым и М. Росс, летом того же года Григулевич совершил кратковременный визит в Нью-Йорк. Основной целью была заброска оборудования для «точки» Рудольфа Абеля, которому предстояло обосноваться в качестве резидента. После возвращения Григулевич 15 октября 1948 года подал заявление о принятии его в ряды ВКП(б). Просьба была удовлетворена: по приказу Г. Маленкова его заочно приняли кандидатом в члены партии. Кроме того, в девятом номере журнала «Большевик» за 1949 год была опубликована первая на русском языке научная публикация Григулевича (под псевдонимом «И. Лаврецкий») — рецензия на монографию Л. Зубка. В «Литературной газете» (№ 55 за 1949 год) И. Лаврецкий опубликовал обзор «Новейшего путеводителя по Европе» Т. Филдинга. Поскольку истекал срок действия коста-риканского паспорта Теодоро Б. Кастро, Григулевичу была устроена кратковременная командировка по маршруту Москва — Прага — Цюрих — Берн — Женева — Париж для изучения режима пересечения границы и продления действия паспорта. Уругвайские документы Лауры Григулевич были действительными. 16 мая 1949 года был утверждён план переброски пары нелегалов в Италию через Данию, Бельгию и Францию. Основной легендой было создание аргентинского представительства импортно-экспортной фирмы «Гальярдо».

## Работа в Италии и Югославии. Переезд в СССР (1949—1956)

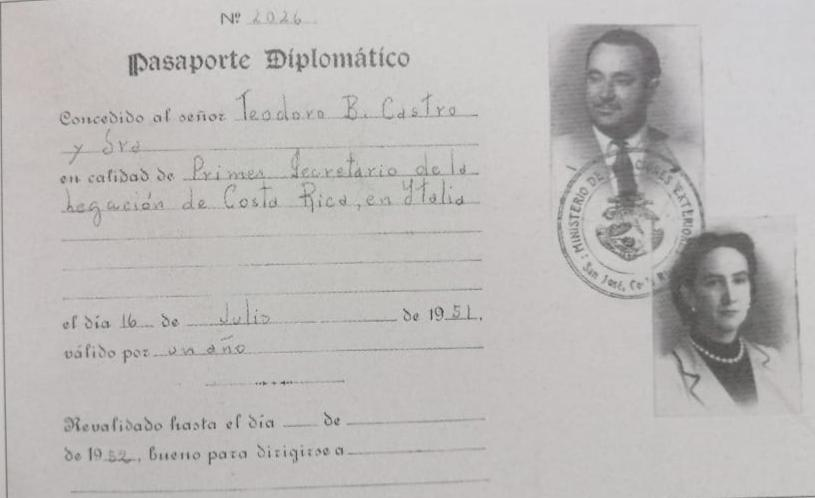
Дипломатический паспорт первого секретаря дипмиссии Коста-Рики в Италии Т. Кастро (И. Григулевича) и его жены. 16 июля 1951 года

### Коммерсант Теодоро Б. Кастро
После прибытия в Рим (официально — для духовного утешения после смерти сына) супруги Кастро наладили отношения с дипломатическими представителями Коста-Рики и Уругвая. Особое расположение Григулевичу выказывал генеральный консул доктор Антонио А. Фасио Ульоа, который вошёл в компаньоны фирмы своего «земляка». Уругвайский консул Карлос Ориве помог Григулевичам оформить постоянный вид на жительство и устроил Теодоро Кастро секретарём. Григулевич должен был работать в автономном режиме, оговорённые встречи устраивались только с резидентами, работавшими в сопредельных странах. Летом 1950 года в Париже агенту «Максу» сообщили, что он принят в ряды ВКП(б) без кандидатского стажа. Другим местом встреч была Вена; посещение этих городов было легко залегендировать. К. Ориве свёл Григулевича с отставным итальянским военным, который имел опыт работы с эфиопским кофе. Со временем фирма стала успешно торговать швейными машинками, автопокрышками и даже консервами. Часть доходов пересылалась в Консепсьон-дель-Уругвай, в котором доживал свои дни Ромуальд Григулевич. 20 августа 1950 года он скончался от онкологического заболевания.
В октябре 1950 года в Рим прибыла коста-риканская делегация, участники которой в основном преследовали коммерческие интересы. Возглавлял её бывший президент Луис Отилио Улате Бланко, а в её состав также входили отставные министры, посол Коста-Рики во Франции и другие лица. У Григулевича не было возможности согласовать свои действия с Центром, и он пошёл на контакт самостоятельно. Первым успехом стала организация аудиенции костариканцев у папы римского Пия XII. Знакомство с доном Улате Бланко длилось около двух месяцев, и в конце концов влиятельный политик заявил, что Теодоро Кастро является его дальним родственником (внучатный племянник мужа тётки матери). Предварительно он навёл справки в Италии, Бразилии и Уругвае, получив самые лестные характеристики. В результате экс-президент и предприниматель стали соучредителями фирмы по реализации коста-риканского кофе в Европе. Сравнительно быстро оборот составил 300—350 мешков в месяц, принося до 50 000 долларов за партию. Кроме того, Теодоро Кастро основал в Риме «Академию Сан-Андрес-ди-Серравалле» (Academia de San Andrés de Seravalle), названную в честь римского покровителя костариканцев — герцога Альберто ди Серравалле, которая присуждала почётные степени и награды коста-риканским политикам. Уругвайский консул свёл Григулевича с доном Джулио Пачелли — племянником папы римского и начальником ватиканской гвардии, влиятельным банкиром и коммерсантом. По совместительству он являлся нунцием Коста-Рики. Пробная сделка с Ватиканом составила 150 мешков кофе. Далее Теодоро Кастро стал добиваться открытия прямого сообщения по маршруту Генуя — Пуэрто-Лимон, что должно было сократить потери при перевозках фруктов; объём пробной сделки вновь созданной банановой монополии составил 800 тонн.

### Дипломат Теодоро Б. Кастро

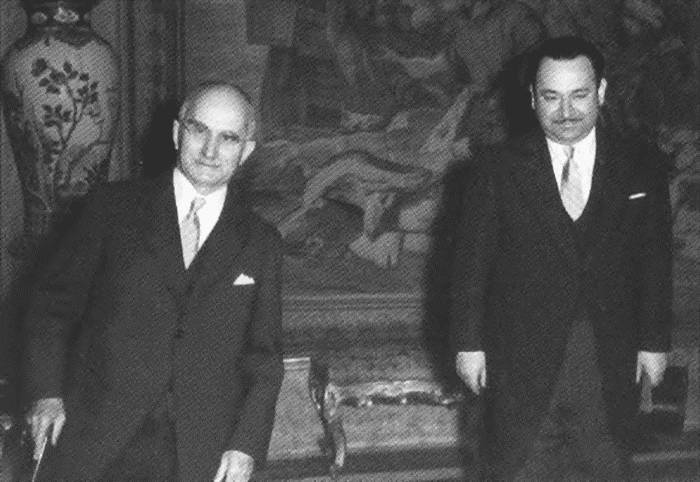
Посол Коста-Рики в Италии Т. Кастро (И. Григулевич) с итальянским президентом Л. Эйнауди после вручения верительных грамот. 14 мая 1952 года

Улате Бланко был настолько впечатлён аналитическими способностями Григулевича, что заказал ему план собственной избирательной кампании. Она имела успех, поэтому в 1951 году Теодоро Б. Кастро получил предложение занять пост первого секретаря генконсульства Коста-Рики, поскольку дипломатическая миссия была сильно стеснена в средствах. Дипломатический паспорт № 2026 и документы, подтверждающие полномочия, он получил в июле 1951 года. Также он был назначен делегатом от Коста-Рики на итало-американской конференции по международной торговле в Падуе. Дипломатический статус не позволял Григулевичу заниматься коммерцией, поэтому было решено (с согласия Центра) командировать Лауру в Сан-Хосе, чтобы «пробить» специально под него посольство в Риме. Личный визит Т. Кастро был признан несвоевременным, чтобы не привлекать внимания ЦРУ к его персоне. Донья Кастро официально должна была выбрать на «родине» своего мужа недвижимость. Миссия удалась: в марте её принял под покровительство министр иностранных дел Бустаманте, недавно вернувшийся из Рима, а затем принял и президент Улате Бланко. Был учреждён пост посла и выписан дипломатический паспорт, а также присланы коды для ведения секретной переписки. Вручение верительных грамот президенту Италии состоялось 14 мая 1952 года. Данный акт в многочисленных публикациях рассматривается как вершина достижений советской разведки (со ссылками на «архив Митрохина» и даже Ю. В. Андропова). Резиденция и офис посла располагались на улице Бруно Буоцци, дом № 105, в престижном районе Париоли; при этом на представительские расходы правительство Коста-Рики смогло выделить всего 200 долларов в месяц. Крупным успехом посла Коста-Рики стало папское благословение для президента Улате Бланко, после того, как на него совершил наезд велосипедист.
Руководствуясь заданием Центра, Григулевич стал налаживать отношения с дипломатическими кругами США, в частности послом Э. Банкером. Удалось подружиться с отставным американским дипломатом, бывшим сотрудником военной разведки, который сообщил о размещении усовершенствованного атомного оружия на ряде баз в Европе и Азии. Григулевич смог раздобыть и американские сравнительные оценки военного потенциала США и СССР. Много важной информации дали и военные круги Италии. Со временем Григулевич оказался вхож в Ватикан и в общей сложности побывал на пятнадцати аудиенциях понтифика, в том числе однажды был удостоен встречи с Пием XII наедине. Он должен был прокомментировать парижскую VI сессию Генеральной Ассамблеи ООН 9 ноября в Пале-Шайо, на которой присутствовал как представитель Коста-Рики. На этом заседании Теодоро Кастро был представлен госсекретарю Ачесону и британскому министру иностранных дел Идену, а также А. Я. Вышинскому, который, вероятно, не был в курсе его истинного статуса. Во время сессии делегация Коста-Рики поддержала требование греческого правительства вернуть на родину детей, эвакуированных в социалистические страны во время гражданской войны. Не делалось секрета, что речь для делегата Хорхе Мартинеса Морено писал Теодоро Кастро.
В феврале 1952 года Теодоро Кастро являлся делегатом от Коста-Рики на IX Конгрессе аграрной промышленности в Риме, а месяц спустя — на XI сессии Международного консультативного комитета по хлопку, также проходившей в Риме. Великий магистр и Суверенный совет Мальтийского ордена на заседании 21 ноября 1953 года одобрили приём Теодоро Кастро в рыцари ордена, присудив ему степень третьего класса ордена Заслуг pro Merito Melitensi как «доброму католику, осенённому альтруистическим благородством духа». Многократно повторяемые в российской литературе сведения, что награждением Григулевич был обязан папе римскому, ошибочны.
Самым серьёзным просчётом Григулевича — разведчика и дипломата — была ситуация со Свободной территорией Триеста, которая находилась под контролем англо-американских сил и была объектом притязаний как Италии, так и Югославии. Генеральным секретарём Компартии Триеста был хорошо ему знакомый В. Видали. В 1953 году Теодоро Б. Кастро принял решение учредить в Триесте консульство Коста-Рики, не согласовав его ни с Центром, ни с МИДом «своей» страны. Одновременно он сделал запрос об изменении торгового договора Италия — Коста-Рика в связи со статусом Триеста. Перспективы были блестящие: в Триесте проводилась всемирная выставка кофе, причём коста-риканский павильон посетило 60 000 человек; было получено приглашение на аналогичную выставку в Загребе, которая должна была открыться в сентябре того же года. Непродуманные действия спровоцировали резкую реакцию с трёх сторон, включая МИД Италии, куда Кастро был вызван и получил требование отозвать запрос у оккупационных властей, что и было сделано с извинениями.

### Операция «Стервятник»

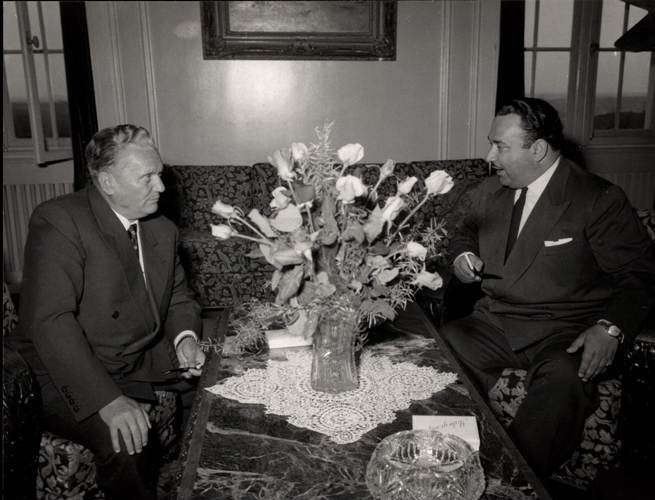
Посол Коста-Рики в Югославии Т. Кастро (И. Григулевич) с И. Тито после вручения верительных грамот. 25 апреля 1953 года

После начала в 1948 году советско-югославского конфликта лично И. В. Сталин санкционировал ряд операций советских спецслужб, направленных на физическое устранение И. Тито. В своём докладе на XX съезде КПСС Н. С. Хрущёв характеризовал эту ситуацию как свидетельство потери Сталиным чувства реальности. МГБ были заведены литерные дела «Стервятник» и «Нерон», однако фактическая реализация планов осложнялась эффективной работой югославской контрразведки, уничтожившей на территории страны агентуру советских спецслужб. В период 1948—1953 годов было изобличено 29 высокопоставленных советских агентов, в том числе военный атташе Югославии в Москве и его сотрудники. Поздней осенью 1952 года министр государственный безопасности С. Игнатьев направил Сталину рукописный документ, существующий в единственном экземпляре, содержащий проект покушения на маршала Тито. Наилучшим вариантом для его реализации было задействование агента «Макса» — то есть И. Григулевича, характеристика которому была дана в документе. Согласно мемуарам П. А. Судоплатова, 20 февраля 1953 года ему был показан этот документ, в котором предлагалось агенту «Максу» добиться личной аудиенции у Тито, на которой следовало выпустить в маршала дозу бактерий лёгочной чумы, достаточную для смерти всех присутствующих в помещении лиц. Сам агент заблаговременно должен был быть привит противочумной сывороткой. Альтернативой был вариант убийства Тито во время визита в Лондон или во время посещения маршалом дипломатического приёма в Белграде. Эти планы разрабатывались А. Коротковым, главой Четвёртого управления Комитета информации, в котором с 1947 года служил Григулевич. Судоплатов заявлял, что эти варианты предложил сам Григулевич. Впрочем, как утверждал Ю. Папоров со слов самого Григулевича, задание, которое агенту переслали из Москвы, было до такой степени абсурдным и откровенно самоубийственным, что он принялся предлагать свои варианты, стремясь выиграть время. После смерти Сталина задание было отменено.
Смерть советского вождя вызвала большое потрясение и на прокоммунистически настроенном итальянском Севере: в Милане закрылись почти все заводы и фабрики, а итальянская Конфедерация труда пыталась добиться от правительства официального траура по всей стране, впрочем, безрезультатно. В Риме прошло шествие с требованием вернуть Триест Италии. Весной 1953 года Григулевичу пришлось одновременно решать несколько задач: глава объединённого МВД Берия вызвал разведчика в Москву через Вену для консультаций об улучшении отношений между СССР и Югославией. Теодоро Кастро также был должен выяснить по ватиканским каналам, как Европа отнесётся к идее объединения Германии. В свою очередь, министр иностранных дел Фигерес во время визита в Рим поручил своему послу начать реализацию программы привлечения в следующие пять лет 50 000 итальянских эмигрантов для развития экономики страны — выращивания риса и древесины.

### Посол в Югославии и исчезновение
22 июля 1952 года Теодоро Б. Кастро был назначен полномочным министром Коста-Рики в Югославии. Во второй половине 1952 года Григулевич дважды посещал Белград, завёл полезные знакомства, в том числе по делам своего итальянского бизнеса. Коста-риканский кофейный павильон посещало 50 000 человек в день (там демонстрировались также какао и табак), а центральная газета «Борба» опубликовала интервью с послом Кастро. Вручение верительных грамот Тито состоялось 25 апреля 1953 года в Белом дворце в Белграде, причём церемония не была формальной, и Теодоро Кастро имел с маршалом Тито светскую беседу. Восстановить ход и логику дальнейших событий возможно с трудом. Судоплатов полагал, что в мае 1953 года Григулевич уже был в Москве, что опровергается дипломатической перепиской с Сан-Хосе. Обнародованные документы позволяют заключить, что ещё в ноябре 1953 года Теодоро Кастро представлял Коста-Рику на VII сессии Продовольственной и сельскохозяйственной организации ООН (ФАО). Правительство Коста-Рики официально отстранило полномочного министра 16 января 1954 года, не получая прошения об отставке. Имелась лишь телеграмма в МИД Коста-Рики, отправленная Григулевичем 5 декабря 1953 года; в ней говорилось, что состояние здоровья его жены Лауры требует срочного отъезда в Швейцарию. По утверждению Н. Никандрова, это соответствовало действительности: у Лауры родилась дочь, и роды были сложными. Судя по документам Национального архива Коста-Рики, Кастро покинули Рим 10 декабря 1953 года и исчезли навсегда. Новорождённую дочь нарекли в честь города Романеллой (впоследствии переименовав в Надежду — в честь бабушки). Н. Никандров отмечал, что срочный отъезд Григулевича из Италии был осуществлён вовремя, ибо его персона стала слишком заметной для разведчика-нелегала. В частности, изумление светского общества в Риме вызвало то, что посол Коста-Рики, друг Ватикана и рыцарь Мальтийского ордена, не стал крестить свою дочь, а в его доме не было никаких священных изображений. Странным казалось и то, что Кастро всегда избегал контакта с советским посольством и его персоналом, заявляя, что не желает иметь с ними ничего общего. Бывали и мелкие «проколы»: весной 1953 года Теодоро Кастро добился от министерства сельского хозяйства стипендии для обучения в Риме Сесара Вальверде Вега, лично встречал художника и устроил в его честь большой приём в дорогом ресторане. В отчёте начальству он писал, что костариканцы особым способом чистят апельсины, о чём сам Григулевич не догадывался. По счастью, его оплошность осталась незамеченной.
Важным предлогом ухода Теодоро Кастро с должности посла были его трения с новым президентом Фигересом, который назначил нового посла по особым поручениям для Франции и Италии. Отъезд готовился ещё с сентября и обставлялся так, чтобы не казаться бегством. В Коста-Рике чрезвычайно быстро забыли о бесследном исчезновении посла с женой и дочерью. В то же время его связи за «железным занавесом» и среди латиноамериканских и европейских коммунистов были «секретом Полишинеля», о его отъезде в одну из социалистических стран ходили слухи, но они не переросли в скандал. Согласно мнению М. Росс, одной из причин отзыва Григулевича в Москву стало раскрытие личности Рамона Меркадера, который всё ещё находился в заключении. Примерно в это же время американские спецслужбы расшифровали радиограммы резидентуры в Мехико 1940 года, направленные в Нью-Йорк и Москву, что могло привести и к раскрытию личности «Артура» — Григулевича (чего в действительности не произошло).

### Отзыв в Москву. Увольнение из разведки
Во второй половине декабря 1953 года семью Григулевичей вывезли в Вену, ещё оккупированную войсками союзников, и далее направили в Москву, где поселили в квартире на Песчаной улице. Из имущества с собой у них были только книги, носильные вещи и некоторые детали обстановки, купленные в Вене, включая детскую ванночку. В столице СССР после смерти Сталина и казни Берии было неспокойно, особенно в спецслужбах. Судя по всему, Григулевич мог опасаться, что от него попытаются избавиться как от нежелательного свидетеля. Новое руководство ему откровенно не доверяло, хотя проверка, проведённая в июле 1954 года, показала, что эвакуация Григулевичей из Рима не вызвала подозрений и не оставила следов. Тогда же Иосифа Ромуальдовича перевели в резерв нелегальной разведки, вернули советский паспорт и позволили пользоваться настоящим именем; Лаура Григулевич из-за незнания русского языка была залегендирована как испанская эмигрантка. В семейной жизни они также общались по-испански. После настойчивых просьб Григулевич был рекомендован в Высшую партийную школу при ЦК КПСС, которую успешно окончил в 1956 году. В том же году он был уволен из нелегальной разведки, в которой прослужил 19 лет и 7 месяцев. По сведениям Марджори Росс, его жена Лаура Агиляр Араухо долгое время работала в КГБ переводчицей, и ещё в 1960 году участвовала в подготовке пропагандистских материалов на испанском языке.

## Жизнь в СССР (1956—1988)

### Адаптация
Оказавшись без работы после увольнения из органов разведки, первое время семья Григулевичей жила на накопленные ранее средства (с 1950 года зарплата разведчика поступала на счёт в сберкассе). По сообщению В. Чикова, ещё в Италии Григулевич ощущал потребность выразить свои познания о латиноамериканских делах в письменном виде. Он пользовался псевдонимом «И. Лаврецкий», изредка — «И. Григ» (что стало его обиходным прозвищем). По ночам Иосиф Ромуадьдович писал свою первую книгу «Ватикан. Религия, финансы и политика»: Госполитиздат требовал сдачи рукописи в сентябре 1957 года. В июле 1957 года бывший разведчик стал получать персональную пенсию по линии КГБ; его стаж в нелегальной разведке (19 лет и 7 месяцев) был зачтён по льготному исчислению — год за два. Защита кандидатской диссертации в 1958 году (на основе монографии о Ватикане) и издательский заказ на трилогию исследований о Латинской Америке упрочили положение Григулевича в научных кругах Москвы и позволяли хорошо зарабатывать. Далее Григулевич был направлен на работу заместителем председателя Всесоюзного общества по культурным связям с зарубежными странами (по другой версии, это произошло после защиты диссертации, вызвавшей интерес у А. И. Алексеева). Работа чиновника совершенно не соответствовала темпераменту и амбициям Григулевича.
В конце 1950-х годов Григулевич несколько раз посетил Советскую Литву, поставил на могиле матери памятник, восстановил давние дружеские связи. Многие книги Иосифа Ромуальдовича переводились на литовский язык. Григулевич общался, до кончины коллеги в 1961 году, с бывшим разведчиком и востоковедом-тюркологом Серая Шапшалом (Институт истории и права Литовской Академии наук), который долгие годы являлся гахамом — главой общины караимов. В 1966 году вышел сборник «Вильнюсское подполье. Воспоминания участников революционного движения в Вильнюсском крае (1920—1939 гг.)», в котором были помещены и материалы Юозаса Григулявичуса. За рубеж Григулевича выпускали неохотно из-за опасений его опознания и расшифровки в Западной Европе и странах Латинской Америки; его выезды вынужденно ограничивались Кубой или «странами народной демократии». В частности, в начале 1980-х годов он не принимал участия в пражском Всемирном конгрессе сторонников мира, хотя находился в это время в городе, на что обратили внимание венесуэльские и кубинские делегаты.

### Академическая карьера
В 1960 году Григулевич был принят на ставку старшего научного сотрудника сектора Америки, Австралии и Океании Института этнографии АН СССР. В тот же период он деятельно включился в проект создания академического Института Латинской Америки, рассчитывая возглавить его. В 1961 году институт был учреждён, но из-за позиции М. А. Суслова Григулевичу даже не позволили работать в новой структуре: высшее руководство опасалось, что «всплывёт» участие разведчика в ликвидации Троцкого. В 1969—1970 годах учёный организовал и возглавил сектор по изучению зарубежной этнологии, после 1982 года именуемый сектором религиоведения и зарубежной этнологии. С 1971 года Григулевич вёл занятия по страноведению Латинской Америки в МГИМО. По воспоминаниям В. Кузьмищева, именно Григулевич помог ему и Ю. Кнорозову «пробить» в серии «Литературные памятники» перевод со староиспанского языка «Истории государства инков» Гарсиласо де ла Вега. Между 1962—1967 годами в Москве постоянно проживал Хоакин Гутьеррес, и Григулевич был одним из самых близких его друзей. Гутьеррес представлял одну из чилийских газет; вероятно, Иосиф Ромуальдович был одним из его консультантов при написании книг «Хроники другого мира» и «СССР такой, какой он есть», не являющихся апологией советской действительности.
В течение двух десятилетий И. Р. Григулевич возглавлял журнал «Общественные науки», который выпускался им же организованной иностранной редакцией секции общественных наук Президиума АН СССР. Кроме того, в разные годы он входил в редакционные коллегии изданий «Новая и новейшая история», «Вестник мировой культуры», «Природа», кубинского журнала «Современные социальные науки», являлся членом ряда научных и учёных советов. С конца 1950-х годов Григулевич входил в руководство советских обществ дружбы с Кубой, Венесуэлой, Мексикой, был одним из учредителей и членом правления Советской ассоциации дружбы и сотрудничества со странами Латинской Америки, членом Советского комитета солидарности со странами Азии и Африки, членом Советского комитета защиты мира. Он был известен и в странах Латинской Америки: его избрали членом-корреспондентом Национальной исторической академии Венесуэлы и членом-корреспондентом Института мирандистских исследований (в той же стране), а также почётным членом Общества писателей Колумбии.

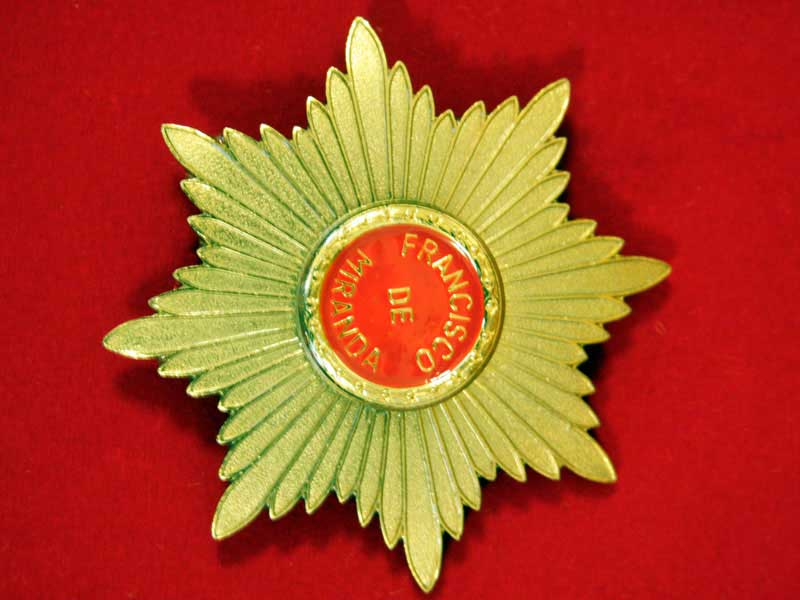
Звезда венесуэльского ордена Франсиско де Миранды

В 1970 году было возбуждено ходатайство о присуждении Иосифу Ромуальдовичу звания Героя Советского Союза, но оно осталось в его личном деле без резолюции; в устной форме было сказано, что это «преждевременно». Тем не менее в том же году И. Р. Григулевич был награждён орденом Красного Знамени. В 1973 году он был удостоен почётного звания «Заслуженный деятель науки РСФСР», в 1975 году получил орден Дружбы народов, а в 1983 году — Трудового Красного Знамени. Помимо советских наград, Григулевич был награждён венесуэльским орденом Франсиско де Миранды I степени (1974 год), Золотой медалью перуанского Института проблем человека, несколькими орденами и медалями Кубы, в том числе Серебряной медалью Академии наук Кубы и медалью «XX лет Монкады». По рекомендации Ю. В. Бромлея Григулевич баллотировался на звание члена-корреспондента АН СССР, правда, избраться с первого раза ему не удалось. Членом-корреспондентом он был избран по отделению истории в 1979 году.

### Кончина
В начале 1980-х годов в поликлинике КГБ произошла встреча Григулевича с Наумом Эйтингоном, который безуспешно добивался реабилитации; оказалось, что им не о чем говорить. После 1985 года здоровье И. Р. Григулевича сильно пошатнулось: он стал терять ориентацию в пространстве, иногда падал без причины. Из-за нарушения координации движений он сделался домашним затворником, вынужден был ходить с палочкой по комнатам. В последние месяцы жизни Иосиф Ромуальдович был практически полностью прикован к постели. В честь 70-летия Октябрьской революции его навестил на дому заместитель начальника ПГУ КГБ СССР. 2 июня 1988 года Иосиф Григулевич скончался в больнице. Похороны были организованы институтом, но прошли почти незамеченными. По отзыву Н. Никандрова, единственный искренний некролог тогда был зачитан при передаче «Радио Москвы» на Латинскую Америку; он был написан чилийским журналистом и писателем Хосе Мигелем Варасом. Тело было кремировано, и урна с прахом Григулевича была помещена в секции 40 колумбария №22 на Донском кладбище в Москве, на этом кладбище успокоились и его коллеги-разведчики — Р. Абель и К. Молодый. Его вдова Лаура Агиляр Араухо (Лаура Хоакиновна Григулевич) дожила в Москве до 1997 года, её прах был помещён  рядом с нишей её мужа.

## Иосиф Григулевич — латиноамериканист и исследователь религии

### Эволюция научного и научно-популярного творчества И. Григулевича
Иосиф Ромуальдович Григулевич после 1957 года и до своей кончины опубликовал свыше 30 монографических исследований и научно-популярных книг, а также более 300 статей в различных периодических изданиях под своим именем и под псевдонимами И. Р. Лаврецкий и И. Р. Григулевич-Лаврецкий. Согласно воспоминаниям С. Я. Козлова:

Ему легко и быстро писалось и потому, что он был одарённым человеком, и потому, что предмет своего научно-литературного творчества он знал не только по книгам и документам. Во многом он опирался на богатейший опыт собственной жизни, в том числе прямого участия в том, о чём писал, непосредственного общения с теми, о ком писал (или с теми, кто хорошо знал героев его книг, очерков). То, что ложилось строчками на бумагу, до этого жило в его голове, проговаривалось в беседах, формулировалось в застольных спорах и в строгих научных дискуссиях.

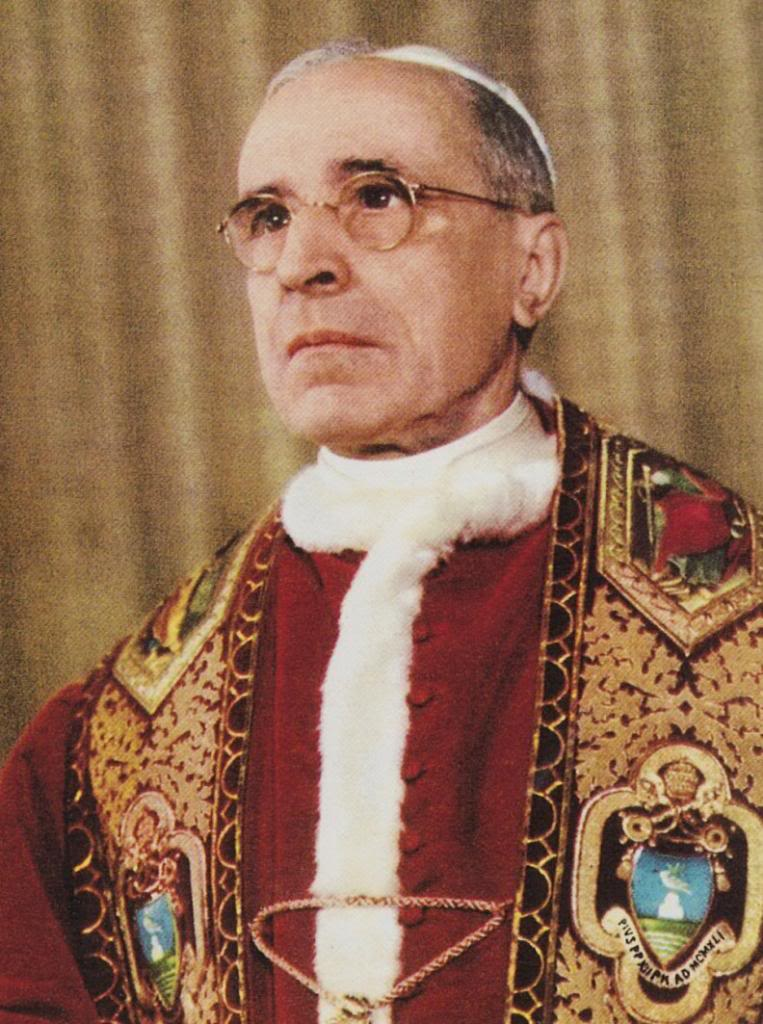
Папа Римский Пий XII, с которым Григулевич неоднократно встречался в 1951—1953 годах

Одна из первых статей Григулевича увидела свет в 1956 году в журнале «Вопросы истории» как коллективное исследование за подписями авторитетных специалистов В. Ермолаева, М. Альперовича, С. Семёнова. Статья признаётся этапной для советской латиноамериканистики, поскольку в ней критически оценивались взгляды Маркса на роль и место Симона Боливара в антиколониальной борьбе. Начиная с 1950-х годов, одной из постоянных тем работ И. Р. Григулевича была история папства и эволюция католической церкви как таковой. Он успешно сочетал изложение как с позиций атеизма и исторического материализма, так и с учётом немарксистского зарубежного опыта. В своих первых работах — «Ватикан» (1957), «Тень Ватикана над Латинской Америкой» (1961), «Кардиналы идут в ад» (1961), «Колонизаторы уходят — миссионеры остаются» (1963) — Григулевич рассматривал реакции католической церкви на события в быстро меняющемся мире, в том числе на рост политической и социальной активности широких народных масс в разных странах. В 1970 году он опубликовал специальное исследование по истории инквизиции, которое впервые вводило множество источников по испанским и португальским колониям Нового Света. Именно эта книга стала самой переводимой работой Григулевича, будучи выпущена на испанском, немецком, чешском, венгерском, японском языках. После 1976 года книга неоднократно переиздавалась в СССР и России. На рубеже 1970—1980-х годов два издания выдержала книга «Папство. Век XX». В книге о папстве впервые была выдвинута версия об убийстве папы Иоанна Павла I (чей понтификат длился всего 33 дня) в результате заговора консервативных клерикальных кругов при прямом участии Курии. От общих вопросов адаптации католической доктрины в XX веке Григулевич перешёл к более специальным вопросам распространения католицизма в Латинской Америке, посвятив этим вопросам трилогию. Первой была опубликована часть, заключительная по хронологии: «„Мятежная“ церковь в Латинской Америке» (1972). В последней части трилогии — «Церковь и олигархия в Латинской Америке, 1810—1959» (1981) — автор рассматривал развитие католической церкви в Аргентине, Бразилии, на Кубе, в Мексике и Чили. Важной темой монографии стала демонстрация большой роли церкви в становлении и развитии этих государств.
Работа И. Григулевича «Культурная революция на Кубе» (1965) была защищена им в качестве докторской диссертации. Полученный «в поле» материал позволил всесторонне охарактеризовать различные аспекты культуры на Кубе до революции 1959 года, а также представить процессы, которые разворачивались в течение последующих пяти лет. Сюда входили кампания по ликвидации неграмотности, школьная и университетская реформы, подготовка кадров для национальной экономики, науки, техники, формирование новой интеллигенции, отделение церкви от государства и школы от церкви, ликвидация расовой дискриминации «небелых» групп населения. Соответственно биографии, вышедшие в серии «ЖЗЛ», преимущественно были посвящены героям борьбы за независимость стран Латинской Америки: «Симон Боливар» (1958, ряд переизданий); «Панчо Вилья» (1962); «Миранда» (1965); «Хуарес» (1969); «Эрнесто Че Гевара» (1972, ряд переизданий); «Сальвадор Альенде» (1974, переиздание 1975); «Уильям Э. Фостер» (1975); а также примыкающие к ним «Франсиско де Миранда и борьба за независимость Испанской Америки» (1976); «Сикейрос» (1980, в серии «Жизнь в искусстве»). Автор был лично знаком с тремя героями своих книг: Давидом Сикейросом, Че Геварой и Сальвадором Альенде. Книга о Франсиско де Миранда, изданная в Венесуэле, была рекомендована в качестве учебного пособия для школ.

### Григулевич и советская идеология
Советские рецензенты отмечали, что для всех работ Григулевича характерно доскональное знание имеющихся источников и аналитической литературы на разных языках, а также умение вскрыть взаимосвязь явлений современности и их исторических корней. Позднее М. Л. Чумакова, лично знавшая Григулевича, заявила, что «его публикации были весьма далеки от научного анализа, представляя собой компиляцию работ зарубежных исследователей, но содержали соответствующий требованиям момента идеологический заряд». Образцом идеологического искажения именуется и единственная на русском языке биография Давида Сикейроса, написанная Григулевичем. В частности, работая в 1970-е годы, когда с подачи высшего советского руководства Сикейрос был объявлен одним из величайших мексиканских мастеров живописи, Иосиф Ромуальдович был вынужден создавать безупречный «прогрессивный» образ, обходя стороной острые конфликты своего героя и Мексиканской компартии. Из-за этого искажались и творческий метод, и очерк творчества художника. Григулевич был вынужден игнорировать произведения художника-экспериментатора, в которых выражалось иное, нежели в СССР, видение Мексиканской революции и социалистического искусства. Речь шла не только о мурализме, но и о графических работах, публиковавшихся в коммунистических изданиях Северной и Южной Америки. Григулевич вообще не упоминал о работе Джексона Поллока в экспериментальной мастерской Сикейроса в Нью-Йорке. Замалчивал историк и работу Сикейроса, выполненную по заказу Ватикана, существенно упростив мировоззрение и мироощущение художника и его отношение к религии. По воспоминаниям Ю. Папорова, Григулевич, вручая очередную книгу в подарок, дословно заявил: «…Я пишу то же дерьмо, что и все. Но пишу его много больше, чем все. И потому получаю больше денег, чем все остальные, вместе взятые». Практически все авторы, писавшие о Григулевиче, отмечали, что он мог резко критиковать в устной форме окружавшую его советскую действительность, но не принимал никакого диссидентства и, вероятно, не разочаровался в коммунистических идеалах, в которых был укоренён с юности. О его преданности коммунистической идее свидетельствовала и дочь.

### Григулевич о роли католицизма в политическом развитии Латинской Америки 1960—1980-х годов

Обложка монографии И. Р. Григулевича «„Мятежная“ церковь в Латинской Америке». М.: Наука, 1972

Американский советолог Илья Призель (Ilya Prizel) в своей диссертации обращал внимание на актуальные политологические работы Григулевича («советского дуайена изучения латиноамериканской церкви»). В 1964 году он опубликовал в «Науке и религии» статью о поражении С. Альенде на выборах в Чили, в которой обвинил церковь в недопущении союза коммунистов и социалистов. В дальнейшем Григулевич считал реформистскую позицию церкви опасной для интересов коммунистических движений в Латинской Америке, хотя и одобрял отход католических иерархов от поддержки латифундистов и интересов империалистических держав. В статье 1968 года Григулевич выдвинул предположение, что истоки католического реформизма коренились в поражении Батисты на Кубе, что и привело церковь от «негативного» к «позитивному антикоммунизму», что делает католицизм врагом левых сил, а не потенциальным союзником. Весьма осторожно он относился к разного рода «обновленцам», хотя и одобрял чилийских иезуитов 1960-х годов, которые ратовали за мирные эволюционные преобразования. Вместе с тем И. Григулевич полагал, что социальное давление во всех странах Латинской Америки столь велико, что не оставляет правящим режимам времени для постепенной трансформации. После 1967 года чилийская церковь решительно стала переходить на радикальные позиции, отождествляя интересы своей паствы с революционным движением в третьем мире вообще. Комментируя выборы 1970 года в Чили, Григулевич отмечал, что хотя церковь долго относилась к С. Альенде отрицательно, в конечном счёте она встала на его сторону, поскольку популярность в массах гораздо важнее антикоммунизма. Более того, в отличие от ситуации в 1964 году, у чилийской церкви не было реальной альтернативы в виде христианских демократов.
Монографию «„Мятежная“ церковь в Латинской Америке» И. Призель считал «квинтэссенцией» советского понимания латиноамериканского католицизма после Второго Ватиканского собора. Согласно И. Григулевичу, участие церкви в общественных делах континента является необратимым, поскольку лозунги социальной революции стали общими как у прогрессивных сил, так и у консервативных политиков. Внутри церкви также существуют подлинно прогрессивные элементы, но в целом католические иерархи предпочитали путь реформизма, который должен предотвратить любую реальную трансформацию социальных отношений в регионе. Григулевич отметил, что, хотя основная декларация Второго Ватиканского собора направлена на блокирование «тоталитарных» идей, её истинной целью было помешать коммунистам добиться власти. Григулевич соглашался с тем, что именно орден иезуитов занимал более открытую и радикальную позицию среди прочих структур католической церкви (поскольку подчинялся напрямую папе, а не местным епископатам), но не мог игнорировать призывов ордена к «революции сверху», в том числе и со стороны США. Президент Кеннеди также выступал за Ватикан как «противоядие от марксизма». Апелляция же иезуитов к «законности», в сущности, направлена на сохранение существующих порядков и властных элит. Пределы поддержки католиками прогрессивных сил также хорошо известны: когда обнаружилось, что миссионеры США оказывали поддержку гватемальским повстанцам, Курия немедленно отдала приказ о прекращении всякой деятельности в этом направлении. Выводы Григулевича были пессимистичны: в глубинном смысле церковь враждебна революции и отказывалась даже от умеренного прогрессизма начала 1960-х годов.
После падения режима Альенде оказалось, что церковь сохранила «корпоративную честь» в условиях военной диктатуры даже под угрозой сильнейших репрессий. Более того, именно католическая церковь до последнего оставалась на стороне Альенде, пыталась исполнять роль посредника и координатора национального единства, а также возглавила антипиночетовскую оппозицию, что и было зафиксировано в статье Григулевича о фашистском перевороте в Чили в журнале «Вопросы научного атеизма». Антикатолический политический пессимизм Григулевича после избрания понтификом Иоанна Павла II оказался в значительной степени поколеблен: церковь заметно полевела, несмотря на консерватизм римского папы. Тем не менее в одной из своих статей 1980 года Григулевич подчёркивал, что католицизм не сможет сыграть в Латинской Америке такой же прогрессивной роли, как ислам в Иранской революции. В 1984 году Григулевич выпустил книгу «Дорогами Сандино», в которой рассматривал позицию католической церкви в Никарагуанской революции. Рассмотрев процессы взаимодействия официального Ватикана с «народной церковью», Григулевич повторил свои ранние выводы об отсутствии у церкви шансов стать ведущим фактором процесса перемен в Латинской Америке. Ранее, в 1982 году, вышел в свет сборник документов, впервые переведённых на русский язык: «Идейное наследие Сандино».

### Этнография и религии
С проблемами этнографии И. Р. Григулевич столкнулся после того, как вошёл в штат Института этнографии АН СССР, в котором последовательно занимал должности заместителя заведующего сектора народов Америки, главы сектора зарубежной этнологии (после 1982 года сектор религиоведения и зарубежной этнологии). Не занимаясь этнографией как таковой (хотя его разведывательные донесения 1940-х годов близки этой науке), Григулевич осуществил публикацию серии сборников и авторских монографий. В их числе: «Этнографические исследования за рубежом. Критические очерки» (1973); «Концепции зарубежной этнографии. Критические этюды» (1976); «Этнография за рубежом. Историографические очерки» (1979); «Пути развития зарубежной этнологии» (1983); «Этнографическая
наука в странах Африки» (1988). С 1971 года выходил ежегодник «Расы и народы»; ответственным редактором первых семнадцати его выпусков являлся И. Р. Григулевич. С 1982 года Иосиф Ромуальдович основал и редактировал первые выпуски ежегодника «Религии мира», а также основал 10-томную серию «Религия в XX веке». Кроме того, в 1983 году И. Р. Григулевич выпустил отдельное исследование тоталитарных сект и новых религий — «Пророки „новой истины“». Впервые сюжеты о синкретических религиях и сектах, особенно афрохристианских, распространённых в Бразилии и странах Карибского бассейна, появились в книге о «мятежной церкви». Была и отдельная книга 1967 года «Боги в тропиках: Религиозные культы Антильских островов».
Согласно рецензии А. А. Белика, основным содержанием монографии «Пророки „новой истины“» было исследование «сектантского взрыва» и вообще усиления интереса к религии на современном Западе. Автор, с одной стороны, рассматривал религию как форму «иллюзорно-компенсаторного воздействия на действительность», а интерес к сектам объяснял невозможностью для традиционных религий удовлетворить духовные потребности современного буржуазного общества. Вместе с тем И. Григулевич отмечал, что нетрадиционные духовные учения являются высокодоходным бизнесом, что является как «оплатой идеологии», так и формой участия религиозных организаций в крупном капитале (приводя в пример как кришнаитов, так и преподобного Муна). Отмечалось также новаторство этой книги для самого И. Р. Григулевича, который ранее мало затрагивал вопросы новых религиозных течений.
В начале 1980-х годов И. Р. Григулевич присоединился к полемике Ю. В. Бромлея с Л. Н. Гумилёвым по поводу пассионарной теории этногенеза. В марте 1982 года в журнале «Природа» вышла полемическая статья, в которой, кроме Григулевича и И. Крывелёва, принял участие философ Б. Кедров. Поводом для неё стала публикация биологом Ю. Бородаем статьи, воспроизводящей основные тезисы гумилёвского труда «Этногенез и биосфера Земли», особенно по поводу «этнических химер». Современные критики подчёркивают, что в основу полемики были поставлены идеологическая составляющая и «партийный взгляд».

## Память. Историография
При жизни Григулевич не высказывался по поводу своей роли во внешней политике СССР, но и не слишком скрывал своего прошлого как разведчика и дипломата. В 1978 году он был приглашён на похороны Рамона Меркадера (вместе с Эйтингоном), которые проводились в закрытом режиме. Даже в книге о Сикейросе Григулевич, хотя и упоминал о дружбе с художником, был вынужден умолчать про обстоятельства, при которых они свели тесное знакомство. Умолчал об этом в своих мемуарах и сам Сикейрос. В официальной советской прессе биография Григулевича была существенно скорректирована. Например, в юбилейных статьях в «Вопросах истории» упоминалось о его участии в Великой Отечественной войне, без уточнения, где и в каком качестве. Равным образом, было непонятно, как кабинетный учёный, занимавшийся церковью и колониальной историей, мог иметь боевые награды. О работе Григулевича в аппарате Коминтерна и деятельности в МОПРе в Аргентине впервые упоминалось в некрологе. Несколько больше подробностей содержалось в интервью Григулевича редакции журнала «Латинская Америка», опубликованном спустя пять лет после его смерти. Даже после потока разоблачительных публикаций 1990-х годов официальные российские издания не комментировали его прошлого, а в справочнике «Кто есть кто в советской разведке» (2003) не была указана дата кончины. В 1990-е годы появились многочисленные статьи в российской и иностранной прессе разных авторов, включая Д. Волкогонова, в которых биография Григулевича существенно искажалась, хватало и фактических ошибок. Так, Г. Чернявский свою публикацию озаглавил «Учёный и убийца». Только после опубликования материалов «Митрохинского архива» в 2005 году стало окончательно ясно тождество латиноамериканиста Григулевича и коминтерновского агента «Артура» (или «Макса»).
После 2000-х годов наступил перелом в историографическом освещении судьбы Григулевича. В 2002—2003 годах было переиздано несколько его работ, в частности биография Че Гевары. В России между 2004—2006 годами вышло сразу три монографические биографии Иосифа Ромуальдовича авторства Ю. Папорова, В. Чикова и Н. Никандрова. Практически все эти люди в прошлом являлись сотрудниками Службы внешней разведки или близкими к ней. Книга Нила Никандрова вышла в серии «ЖЗЛ», и, по-видимому, Григулевич являлся одним из первых авторов этой книжной серии, который удостоился собственной биографии. Отмечалось также, что в биографии Никандрова была показала двойственность личности и социальной роли Григулевича: герой войны, он участвовал в преступлениях, запятнавших режим, которому служил и который пропагандировал. «…Если трезво оценить, к чему пришла идея коммунизма при Брежневе, жизненный путь „разведчика, которому везло“, оборачивается шекспировской трагедией». Бывший глава управления внешней разведки СССР Юрий Дроздов высоко отозвался о книге В. Чикова и предпослал ей предисловие.
В 2004 году на испанском языке в Сан-Хосе вышла первая биография Григулевича на Западе: «Секретное очарование КГБ: пять жизней Иосифа Григулевича». Автор — коста-риканская писательница Марджори Росс — имела возможность работать с архивами ФБР и АНБ (расшифрованные сообщения, которые советские агенты посылали в Центр, а также материалы дела об убийстве Троцкого), но не имела доступа к российским материалам. В известной степени книга была сенсационной, поскольку в Коста-Рике тождество Григулевича и исчезнувшего дипломата Теодоро Кастро официально не было доказано. Работа над биографией Кастро-Григулевича заняла около десяти лет. Марджори Росс опубликовала факсимиле дипломатического паспорта Кастро. В ходе своего расследования она даже использовала программу распознавания лиц на фотографиях, чтобы подтвердить, что коста-риканский посол Теодоро Кастро и советский академик И. Р. Григулевич — действительно одна и та же персона. Том «Митрохинского архива» с краткой биографией Григулевича вышел годом позже и, по словам рецензента, подтверждал сведения М. Росс. Английский историк Борис Володарский в опубликованной в 2015 году биографии А. Орлова немало страниц посвятил Григулевичу. Он характеризовал его наследие в ревизионистском ключе: «правда заключается в том, что этот безусловно талантливый человек не был разведчиком». В его задачи никогда не входило добывание секретов или достижение влияния на политических деятелей. Практически все серьёзные задания Григулевича признаны неудачными, это касается как захвата А. Нина и убийства Троцкого, так и ликвидации Кривицкого и Тито. Все его научные труды провозглашены утратившими всякую ценность после распада СССР. «Его усилия только подкрепляли… непонимание Запада советскими лидерами».
В мае 2003 года в Московском Доме дружбы прошла конференция, посвящённая 90-летию со дня его рождения: «И. Р. Григулевич-Лаврецкий: учёный, разведчик, писатель». В честь 100-летия создания Службы внешней разведки России её глава С. Нарышкин 17 декабря 2020 года открыл выставку «Внешняя разведка. Из прошлого в будущее» в Государственном центральном музее современной истории России. Среди прочих экспонатов на выставке представлены личные вещи И. Григулевича, в организации принимала участие его дочь — этнограф Надежда Иосифовна.

## Научные и научно-популярные труды
Полный список трудов И. Р. Григулевича по состоянию на 5 октября 1984 года находится на сайте Архива РАН.
книги
- Григулевич И. Р. Ватикан. Религия, финансы и политика. — М.: Госполитиздат, 1957.
- Боливар
  - Симон Боливар / С предисл. П. Неруды. — М.: Соцэкгиз, 1958.
  - Симон Боливар / С предисл. П. Неруды. — М.: Прогресс, 1982.
  - Григулевич И. Р. Боливар. — М.: Молодая гвардия, 1960. — ЖЗЛ. — Вып. 7 (295).
  - Григулевич И. Р. Боливар. — М.: Молодая гвардия, 1966. — ЖЗЛ. — Вып. 7 (295).
  - Григулевич И. Р. Боливар. — М.: Молодая гвардия, 1981. — ЖЗЛ. — Вып. 7 (295).
- Григулевич И. Р. Антинародная деятельность католической церкви (XVI—XX вв.). — В кн.: Куба. Историко-этнографические очерки. М.: Изд-во АН СССР, 1961.
- Григулевич И. Р. Тень Ватикана над Латинской Америкой. — М.: Изд-во АН СССР, 1961.
- Григулевич И. Р. Кардиналы идут в ад. — М.: Госполитиздат, 1961.
- Григулевич И. Р. Прикладная миссионерская этнография. — В кн.: Современная американская этнография. М.: Изд-во АН СССР, 1963.
- Григулевич И. Р. Католическая церковь в истории Эквадора. — В кн.: Эквадор. Историко-этнографические очерки. М.: Изд-во АН СССР, 1963.
- Григулевич И. Р. Колонизаторы уходят — миссионеры остаются. — М.: Издательство АН СССР, 1963.
- Григулевич И. Р. Культурная революция на Кубе. — М.: Наука, 1965.
- Ефимов В. А., Ганионский С. А., Григулевич, И. Р. Нации Латинской Америки: формирование, развитие. — М.: Наука, Институт этнографии АН СССР, 1964. — 442 с.
- Миранда
  - Григулевич И. Р. Миранда. — М.: Молодая гвардия, 1965. — ЖЗЛ. — Вып. 20 (414).
  - Григулевич И. Р. Miranda: La vida ilustre del precursor de la independencia de América Latina / José Grigulievich Lavretski [pseud.]; Pról. de Régulo Burelli Rivas. — Caracas: Ed. de la contraloria, 1974. — 269, [4] с.: ил., портр., факс.; 23 см. — (Colección Historia).
- Григулевич И. Р. Преступления инквизиции в Испанской Америке (XVI—XIX вв.). — «Новая и новейшая история», 1966, № 6; 1967, № 7.
- Григулевич И. Р. Боги в тропиках: Религиозные культы Антильских островов. — М.: Наука, 1967.
- Григулевич И. Р. Христианство и расизм. — В кн.: «Нет!» расизму. М.: Наука, 1969.
- Григулевич И. Р. Хуарес. — М.: Молодая гвардия, 1969. — ЖЗЛ. — Вып. 10 (470).
- Григулевич И. Р. История инквизиции (XIII—XX вв.) [Текст] / И. Р. Григулевич; Ин-т этнографии, АН СССР. — М.: Наука, 1970.
- Григулевич И. Р. «Мятежная» церковь в Латинской Америке. — М.: Наука, 1972.
- Эрнесто Че Гевара
  - Григулевич И. Р. Эрнесто Че Гевара. — М.: Молодая гвардия, 1972. — ЖЗЛ. — Вып. 5 (512).
  - Григулевич И. Р. Эрнесто Че Гевара. — М.: Молодая гвардия, 1973. — ЖЗЛ. — Вып. 5 (512).
  - Григулевич И. Р. Эрнесто Че Гевара. — М.: Молодая гвардия, 1978. — ЖЗЛ. — Вып. 5 (512).
  - Григулевич И. Р. Ερνεστο Τσε Γκουεβάρα / Ι. Λαβρετσκι [pseud.]; μετάφραση: Αλεκος Κουτσουκαλης. — Αθήνα: Ακαδημος, 1979. — 400, [1] с.: ил., портр., факс.
  - Григулевич И. Р. Эрнесто Че Гевара: [Пер.]. — Алма-Ата: Казахстан, 1981;
  - Григулевич И. Р. Эрнесто Че Гевара / И. Лаврецкий. — Таллин: Ээсти раамат, 1983. — 247 с.: 24 л. ил.
  - Григулевич И. Р. Эрнесто Че Гевара и революционный процесс в Латинской Америке. — М., Наука, 1984 — 300 стр. — Тираж 14 500 экз.;
  - Григулевич И. Р. Эрнесто Че Гевара: [Пер. с рус.] / И. Лаврецкий. — М.: Прогресс, Б. г. (1989). — 295, [1] с., [25] л. ил.; 20 см. — ISBN 5-01-002346-6.
  - Григулевич И. Р. Эрнесто Че Гевара / И. Лаврецкий. — М.: ТЕРРА-Кн. клуб, 2002. — 335 с.: карты; 21 см. — (Портреты). — ISBN 5-275-00694-2.
- Григулевич И. Р. Крушение иезуитского ордена в колониальной Америке // Новая и новейшая история. — 1973. — № 5, 6.
- Григулевич И. Р. Фостер [под псевдонимом И. Р. Григорьев]. — М.: Молодая гвардия, 1974. — ЖЗЛ. — Вып. 15 (556).
- Сальвадор Альенде
  - Григулевич И. Р. Сальвадор Альенде. — М.: Молодая гвардия, 1974. — ЖЗЛ. — Вып. 11 (543).
  - Григулевич И. Р. Сальвадор Альенде. — М.: Молодая гвардия, 1975. — ЖЗЛ. — Вып. 11 (543).
- Григулевич И. Р. Франсиско де Миранда и борьба за независимость Испанской Америки. — М.: Наука, 1976. — 273 с.
- Григулевич И. Р. Рабство и церковь в колониальной испано-португальской Америке // Новая и новейшая история. — 1976. — № 5.
- Григулевич И. Р. Крест и меч: Католическая церковь в Испанской Америке, XVI—XVIII вв. / Отв. ред. И. А. Крывелёв; Институт этнографии имени Н. Н. Миклухо-Маклая АН СССР. — М.: Наука, 1977. — 296 с. — 31 000 экз. (в пер. или обл.) копия
- Григулевич И. Р., Дарусенков О. Т., Зорина А. М., Ларин Е. А., Нитобург Э. Л. Очерки истории Кубы. — М.: Наука, 1978. — 603 с. (Предисл. Р. Кастро Рус)
- Григулевич И. Р. Хосе Марти — предвестник кубинской революции. — М.: Наука, 1979.
- Григулевич И. Р. Сикейрос / И. Р. Григулевич. — М.: Искусство, 1980. — 248 с.: ил., 33 л. ил., цв. ил.; 21 см. — (Сер. «Жизнь в искусстве»).
- Григулевич И. Р. История инквизиции. — М.: Прогресс, 1980.
- Федосеев П. Н., Григулевич И. Р., Маслова Н. И. A History of US Armed Interventions. Moscow: «Social Sciences Today» Editorial Board, USSR Academy of Sciences, 1980.
- Григулевич И. Р. Католицизм и свободомыслие Латинской Америки в XVI—XX вв.: Документы и материалы. — М.: Наука, 1980.
- Григулевич И. Р. Церковь и олигархия в Латинской Америке, 1810—1959 / И. Р. Григулевич. — М.: Наука, АН СССР, Ин-т этнографии им. Н. Н. Миклухо-Маклая, 1981. — 327 с.: ил.
- Папство. Век XX
  - Григулевич И. Р. Папство. Век XX. — М.: Полиздат, 1974. — 424 с.
  - Григулевич И. Р. Папство. Век XX / И. Р. Григулевич. — 2-е изд., доп. — М.: Политиздат, 1981. — 532 с.: ил.
  - Григулевич И. Р. Папство. Век XX. Пер. со 2-го рус. изд. / И. Григулевич. — Вильнюс: Минтис, 1982. — 358 с.: ил.
  - Григулевич И. Р. Папство. Век XX / И. Григулевич. — М.: Прогресс, 1982. — 356 с.
  - Григулевич И. Р. Папство. Век XX: От Льва XIII до Иоанна-Павла II [Перевод] / И. Р. Григулевич; [Авт. предисл. Х. Мохр]. — 2-е изд., доп. — М.: Прогресс, 1984. — 266 с.
  - Григулевич И. Р. Папство. Век XX. [Пер. с рус.] / И. Р. Григулевич. — Будапешт: Изд-во им. Кошута; Ужгород: Карпати, 1986. — 329, [12] с., [12] л. ил.
  - Григулевич И. Р. Папство. Век XX. [Пер. с рус.] / И. Григулевич. — Рига: Авотс, 1986. — 412, [1] с.: ил.
  - Григулевич И. Р. Папство. Век XX. [Пер. с рус.] / И. Р. Григулевич. — Киев: Политиздат Украины, 1988. — 543, [1] с.: ил.; 17 см. — ISBN 5-319-00140-1.
  - Григулевич И. Р. Папство. Век ХХ / И. Р. Григулевич. — [3-е изд., испр. и доп.]. — М.: ТЕРРА-Кн. клуб, 2003 (ОАО Яросл. полигр. комб.). — 366, [1] с.; 21 см. — (Боги и учёные). — ISBN 5-275-00759-0.
- Григулевич И. Р. Симон Боливар [1783-1830] / И. Лаврецкий. — М.: Прогресс, 1982. — 191 с.: 17 л. ил.
- Расы и народы
  - Races and Peoples. Contemprorary Ethnic and Racial Problems. — Moscow: Progress Publishers, 1974. — 340 p.
  - Расы и народы: Соврем. этн. и расовые пробл. Ежегодник / АН СССР, Ин-т этнографии им. Н. Н. Миклухо-Маклая; [Редкол.: И. Р. Григулевич (отв. ред.) и др.]. — [Вып.] 11. — М.: Наука, 1981. — 303 с.
  - Расы и народы: Соврем. этн. и расовые пробл. Ежегодник / АН СССР, Ин-т этнографии им. Н. Н. Миклухо-Маклая; [Редкол.: И. Р. Григулевич (отв. ред.) и др.]. — [Вып.] 12. — М.: Наука, 1982. — 317 с.
  - Расы и народы: Соврем. этн. и расовые пробл. Ежегодник / АН СССР, Ин-т этнографии им. Н. Н. Миклухо-Маклая; [Редкол.: И. Р. Григулевич (отв. ред.) и др.]. — [Вып.] 13. — М.: Наука, 1983. — 285 с.
  - Расы и народы: Соврем. этн. и расовые пробл. Ежегодник / АН СССР, Ин-т этнографии им. Н. Н. Миклухо-Маклая; [Редкол.: И. Р. Григулевич (отв. ред.) и др.]. — [Вып.] 14. — М.: Наука, 1984. — 294 с. : ил.
  - Расы и народы: Ежегодник / АН СССР, Ин-т этнографии им. Н. Н. Миклухо-Маклая; [Редкол.: И. Р. Григулевич (отв. ред.) и др.]. — [Вып.] 15. — М.: Наука, 1985. — 295, [1] с.: ил.
  - Расы и народы: Ежегодник / АН СССР, Ин-т этнографии им. Н. Н. Миклухо-Маклая; Отв. ред. И. Р. Григулевич. — [Вып.] 16. — М.: Наука, 1986. — 287, [1] с.
  - Расы и народы: Ежегодник / АН СССР, Ин-т этнографии им. Н. Н. Миклухо-Маклая; Отв. ред. И. Р. Григулевич. — [Вып.] 17. — М.: Наука, 1987. — 271, [1] с.: ил.
  - Религии мира: Ежегодник / [АН СССР, Ин-т востоковедения, Ин-т этнографии им. Н. Н. Миклухо-Маклая]; Редкол.: И. Р. Григулевич (пред.) и др. — М.: Наука, 1989. — 247 с. — ISBN 5-02-016975-7.
- Идейное наследие Сандино
  - Идейное наследие Сандино: (Сб. документов и материалов). [Пер. с исп.] / Под ред. И. Р. Григулевича и др.; Вступ. ст. И. Р. Григулевича, М. Ф. Кудачкина [с. 3—31]. — М.: Прогресс, 1982. — 333 с.; 20 см.
  - Идейное наследие Сандино: Сб. документов и материалов. [Пер. с исп.] / Под ред. И. Р. Григулевича и др.; Вступ. ст. И. Р. Григулевича, М. Ф. Кудачкина [с. 3—30]. — М.: Прогресс, 1985. — 360 с.
- Религии мира : История и современность.
  - Григулевич И. Р., Щапов Я. Н., Кислова А. А. Религии мира: История и современность: Ежегодник / АН СССР, Ин-т востоковедения; Редкол.: И. Р. Григулевич (пред.) [и др.]. — М.: Наука, 1982. — 285 с. — 21 см. — ISBN 5-02-016975-7. (Изд-во 1999: Вестком; Изд-во 2003, 2004: Наука)
  - Григулевич И. Р., Щапов Я. Н., Кислова А. А. Религии мира: История и современность. Ежегодник / [АН СССР, Ин-т востоковедения]; Редкол.: И. Р. Григулевич (пред.) и др. — М.: Наука, 1983. — 255 с.
  - Григулевич И. Р., Щапов Я. Н., Кислова А. А. Религии мира: Ежегодник / [АН СССР, Ин-т востоковедения; Редкол.: И. Р. Григулевич (пред.) и др.]. — М.: Наука, 1986. — 297, [3] с.
  - Григулевич И. Р., Щапов Я. Н., Кислова А. А. Религии мира: Ежегодник / [АН СССР, Ин-т востоковедения]; Редкол.: И. Р. Григулевич (пред.) и др. — М.: Наука, 1987. — 287 с.
- Пророки «новой истины»
  - Григулевич И. Р. Пророки «новой истины»: Очерки о культах и суевериях соврем. капиталист. мира / И. Р. Григулевич. — М.: Политиздат, 1983. — 303 с.: ил.
  - Григулевич И. Р. Пророки «новой истины»: Очерки о культах и суевериях современ. капиталист. мира: [Перевод] / И. Р. Григулевич. — Ереван: Айастан, 1989. — 293, [2] с.: ил.; 21 см. — ISBN 5-540-00039-0.
- Григулевич И. Р. Дорогами Сандино / И. Григулевич. — М.: Молодая гвардия, 1984. — 192 с.: ил., 8 л. ил.; 20 см.
- Инквизиция
  - Григулевич И. Р. Инквизиция. — 2-е изд., испр. —  М.: Политиздат, 1976 — 448, [16] с. — (Б-ка атеист. лит.).
  - Григулевич И. Р. Инквизиция / И. Р. Григулевич. — 3-е изд. — М.: Политиздат, 1985. — 448 с.: 8 л. ил.; 21 см. — (Б-ка атеист. лит.).
  - Григулевич И. Р. Инквизиция / И. Р. Григулевич. — М.: ТЕРРА-Кн. клуб, 2002. — 479, [1] с.; 21 см. — (Боги и учёные). — ISBN 5-275-00558-X.копия (rar)
- Григулевич И. Р., Гавриков Ю. П. История изумрудной страны. — М.: Наука, 1985. — 123 с.
- Григулевич И. Р. Борцы за свободу Латинской Америки: [Пер. с рус.] / Иосиф Григулевич. — М.: Прогресс, Б. г. (1988). — 407 с.: ил.; 21 см. — (Века и люди). — ISBN 5-01-000632-4.
- Григулевич И. Р. Латинская Америка: церковь и революционное движение, 1960 — нач. 80-х гг. / И. Р. Григулевич; Отв. ред. В. А. Тишков; АН СССР, Ин-т этнографии им. Н. Н. Миклухо-Маклая. — М.: Наука, 1988. — 170, [4] с.; 20 см. — ISBN 5-02-009944-9.
- Григулевич И. Р. Локальные и синкретические культы: [Сб. ст.] / АН СССР, Ин-т этнологии и антропологии им. Н. Н. Миклухо-Маклая; Отв. ред. С. А. Арутюнов. — М.: Наука, 1991. — 320 с. — (Религии в XX веке. Редкол.: И. Р. Григулевич (гл. ред.) и др.). — ISBN 5-02-017122-0.
- Григулевич И. Р. Панчо-Вилья. — М.: Молодая гвардия, 1962. — 255 с.
- Григулевич И. Р. Панчо-Вилья [1878—1923: Один из руководителей буржуаз.-демокр. революции в Мексике: Пер. с рус.] / Иосиф Григулевич. — М.: Прогресс, Б. г. (1991). — 232 с.: ил.; 20 см. — (Века и люди. 500-летие открытия Америки: встреча культур и континентов). — ISBN 5-01-002643-0.

статьи
- Григулевич И. Р. Новое и старое в латиноамериканском католицизме // Вопросы научного атеизма. Вып. 6. II Ватиканский собор (замыслы и итоги) / Отв. ред. А. Ф. Окулов; Акад. обществ. наук ЦК КПСС. Ин-т научного атеизма. — М.: Мысль, 1968. — С. 345—373. — 436 с. — 20 000 экз.
- Григулевич И. Р. Католики, марксисты и революционный процесс в Латинской Америке // Вопросы научного атеизма. Вып. 16 / Редкол. А. Ф. Окулов (отв. ред.); Акад. обществ. наук ЦК КПСС. Ин-т научного атеизма. — М.: Мысль, 1974. — С. 313—317. — 358 с. — 18 300 экз.
- Григулевич И. Р. Католики и фашистский переворот в Чили // Вопросы научного атеизма. Вып. 18 / Редкол. А. Ф. Окулов (отв. ред.); Акад. обществ. наук ЦК КПСС. Ин-т научного атеизма. — М.: Мысль, 1975. — С. 184—207. — 389 с. — 17 000 экз.
- Григулевич И. Р. Католики и революционный процесс (Испания, Португалия, страны Латинской Америки) // Вопросы научного атеизма. Вып. 20. Актуальные проблемы истории атеизма и религии / Редкол. А. Ф. Окулов (отв. ред.); Акад. обществ. наук ЦК КПСС. Ин-т научного атеизма. — М.: Мысль, 1976. — С. 277—288. — 327 с. — 19 200 экз.

### Монографии и справочные издания
- Россия — Венесуэла, 1856—1996: Документы и материалы. — Москва: Международные отношения, 1997. — 221 с. — ISBN 5713309371.
- Басилов В. Н., Филимонов Э. Г. Религиоведение в России // Религии народов современной России: Словарь / М. П. Мчедлов (отв. ред.), Аверьянов Ю. И., Басилов В. Н. и др. / 2-е изд., испр. и доп. — Москва: Республика, 2002. — С. 407. — 624 с. — 4000 экз. — ISBN 5-250-01818-1.
- Бовыкин В. И. Новое в советской исторической науке / ред. С. С. Хромов. — М. : Просвещение, 1988. — 237 с. — (Б-ка учителя истории, основ Сов. государства и права, обществоведения). — ISBN 5-09-000423-4.
- Воробьёв Л. И. Глава 12: Начало боевого пути Макса // История российской внешней разведки: Очерки: В 6 т. — М. : Международные отношения, 2014. — Т. III. 1933—1941 годы. — С. 148—154. — 504 с. — ISBN 978-5-7133-1297-8.
- Воробьёв Л. И. Глава 32: Вдали от линии фронта, в Южной Америке // История российской внешней разведки: Очерки: В 6 т. — М. : Международные отношения, 2014. — Т. IV: 1941—1945 годы. — С. 371—384. — 696 с. — ISBN 978-5-7133-1473-6.
- Воробьёв Л. И. Глава 25: Необыкновенная история // История российской внешней разведки: Очерки: В 6 т. — М. : Международные отношения, 2014. — Т. V. 1945—1965 годы. — С. 284—305. — 768 с. — ISBN 978-5-7133-1455-2.
- Григулевич, Иосиф Ромуальдович : [арх. 17 октября 2022] / Ларин Е. А. // Григорьев — Динамика. — М. : Большая российская энциклопедия, 2007. — С. 8. — (Большая российская энциклопедия : [в 35 т.] / гл. ред. Ю. С. Осипов ; 2004—2017, т. 8). — ISBN 978-5-85270-338-5.
- Зенькович Н. А. Собрание сочинений. — М.: ОЛМА-ПРЕСС, 2004. — Т. 6: Покушения и инсценировки: От Ленина до Ельцина. — 636 с. — ISBN 5-224-02152-9.
- Колпакиди А. И., Прохоров Д. П. Иосиф Григулевич // КГБ. Спецоперации советской разведки. — М.: Олимп; Астрель: АСТ, 2000. — С. 576—590. — 624 с. — ISBN 5-17-003883-6.
- Никандров Н. Иосиф Григулевич. Разведчик, «которому везло». — М.: Молодая гвардия, 2005. — 448 с. — 5000 экз. — ISBN 5-235-02825-2.
- Папоров Ю. Н. Академик нелегальных наук. — СПб.: Нева, 2004. — 189 с. — (Люди особого назначения). — ISBN 5-7654-3443-6.
- Прудникова Е., Горчаков О., Попов А. Ю., Цветков А. И., Папоров Ю. Н. Легенды ГРУ. — СПб. : Издательский дом «Нева», 2005. — 640 с. — ISBN ISBN 5-7654-4605-1.
- Степанков В. Н., Киселёв А. В., Шарапов Э. П. Чекисты Сталина. — СПб. : Издательский дом «Нева», 2006. — 640 с. — ISBN 5-7654-4606-X.
- Чиков В. М. Суперагент Сталина: тринадцать жизней разведчика. — М. : Вече, 2006. — 378 с. — (Досье эпохи). — ISBN 5-9533-1621-6.
- Чиков В. М. Наш человек в Ватикане, или Посол чужой страны. — М. : Кучково поле, 2009. — 637 с. — (Тайны спецслужб). — ISBN 978-5-9950-0051-8.
- Чиков В. М. Суперагент Сталина: тринадцать жизней разведчика. — М. : Алгоритм, 2018. — 544 с. — ISBN 978-5-907028-99-9.
- Haynes J. E.[англ.], et al. The Rise and Fall of the KGB in America / John Earl Haynes; Harvey Klehr; Alexander Vassiliev; Philip Redko; Steven Shabad. — New Haven : Yale University Press, 2009. — liii, 650 p. — ISBN 0300123906.
- Jennings С. Flashpoint Trieste: The First Battle of the Cold War. — Oxford, N. Y. : Bloomsbury Publishing, 2017. — 328 p. — ISBN 978-1-4728-2170-6.
- Kizilov M. The Sons of Scripture. The Karaites in Poland and Lithuania in the Twentieth Century / Managing Editor: Katarzyna Tempczyk; Language Editor: Wayne Smith. — Warsaw, Berlin : De Gruyter Open Ltd, 2015. — xvii, 527 p. — ISBN 978-3-11-042525-3.
- Prizel, Ilya. The evolution of Soviet perceptions of Latin America during the Brezhnev era, 1964—1982 : A dissertation submitted… for the degree of Doctor of Philiosophy. — Baltimore : Johns Hopkins University Press, 1987. — xvi, 610 p.
- Ross M. El secreto encanto de la KGB : las cinco vidas de Iósif Griguliévich :  [исп.]. — Heredia, Costa Rica : Farben Grupo Editorial Norma, 2004. — 274 p. — ISBN 9968152943.
- Sáenz Carbonell J. F. El Canciller Lara: homenaje a la memoria de don Fernando Lara Bustamante, en el centenario de su nacimiento 1911—2011 :  [исп.]. — San José : MREC, Instituto Manuel María de Peralta, 2011. — 189 p. — (Serie Yvonne Clays, no. 4). — ISBN 978-9977-76-008-7.
- Volodarsky B[англ.]. Stalin's Agent : The Life and Death of Alexander Orlov. — Oxford ; New York : Oxford University Press, 2015. — xxxii, 789 p. — ISBN 978-0-19-965658-5.

### Статьи
- 75-летие И. Р. Григулевича // Вопросы истории. — 1988. — № 4. — С. 91.
- Андреев М. В., Глинкин А. Н. Весомый вклад в изучение католицизма и стран Латинской Америки // Вопросы истории. — 1978. — № 6. — С. 145—151.
- Андреев М. В., Глинкин А. Н. О работах И. Р. Григулевича 1979—1984 гг. по истории католицизма и латиноамериканистике // Вопросы истории. — 1985. — № 5. — С. 121—123.
- Атаманенко И. Г. Иосиф Григулевич: 17 лет жизни в режиме «чужой среди чужих под чужими именами». Независимое военное обозрение (29 сентября 2017). Дата обращения: 26 декабря 2020. Архивировано 10 апреля 2021 года.
- Белик А. А. Рец. на кн.: Григулевич И. Р. Пророки «новой истины»: Очерки о культах и суевериях современного капиталистического общества. М., 1983. 303 с.; Его же. Дорогами Сандино. М., 1984. 192 с. // Религии мира: История и современность: Ежегодник, 1985 / Сост. А. А. Ткачёва. — М. : Наука, Гл. ред. вост. лит., 1986. — С. 295—298. — 300 с.
- Берлявский Л. Г. «Советский Лоуренс Аравийский». Иосиф Григулевич — имя в истории советской науки и внешней разведки // Юридический вестник Ростовского государственного экономического университета. — 2006. — № 1. — С. 12—15.
- Бромлей Ю. В., Крывелёв И. А. 70-летие И. Р. Григулевича // Вопросы истории. — 1983. — № 4. — С. 117—118.
- Долгополов Н.. Из нелегалов — в академики. В мае разведчику и академику Иосифу Ромуальдовичу Григулевичу исполнилось бы 100 лет. Российская газета — Неделя № 109 (6085). Российская газета (23 мая 2013). Дата обращения: 2 января 2021. Архивировано 26 февраля 2021 года.
- Иосиф Ромуальдович Григулевич (некролог) // Вопросы истории. — 1988. — Октябрь. — С. 190.
- Козлов С. Я. Портрет учёного. Две жизни Иосифа Ромуальдовича Григулевича (к 90-летию со дня рождения) : [арх. 18 июля 2020] // Этнографическое обозрение. — 2003. — № 2. — С. 126—135.
- Крывелёв И. А. Памяти Иосифа Ромуальдовича Григулевича (1913—1988) // Советская этнография. — 1989. — № 1. — С. 171—172.
- Некролог И. Р. Григулевича // Новая и новейшая история. — 1988. — Вып. 4—6. — С. 273—278.
- Поляков Ю. А. Штрихи к портрету члена-корр. РАН И. Р. Григулевича // Новая и новейшая история. — 2007. — № 4. — С. 93—98.
- Рапопорт Виталий. Григулевич и другие. Чайка (16 ноября 2001). Дата обращения: 22 декабря 2020. Архивировано 24 октября 2013 года.
- Рапопорт Виталий. Григулевич и другие (окончание). Чайка (30 ноября 2001). Дата обращения: 22 декабря 2020. Архивировано 16 апреля 2021 года.
- Хейфец В. Л., Хейфец Л. С. «Человек, обладающий политическими способностями». Штрихи к биографии И. Р. Григулевича. 1936—1944 гг. // Исторический архив. — 2012. — № 1. — С. 63—79.
- Список книг члена-корреспондента АН СССР Иосифа Ромуальдовича Григулевича (Лаврецкого): к 70-летию со дня рождения // Советская этнография. — 1983. — № 3. — С. 120—122.
- Чиков В. М. Его везде принимали за своего. Независимая газета (5 сентября 2008). Дата обращения: 22 декабря 2020. Архивировано 18 апреля 2021 года.
- Чернявский Г. И. Иосиф Григулевич: учёный и убийца // Вестник : журнал. — 2001. — 4 декабря (№ 25 (284)). Архивировано 28 июня 2008 года.
- Эль-Ашкар А. Х. Симон Боливар: обзор российской историографии. — Труды Кафедры истории Нового и новейшего времени Санкт-Петербургского государственного университета. — СПб. : ООО «АИК», 2010. — № 5. — С. 148—162. — 265 с. — ISBN 978-5-943396-052-9.
- Юдина О. Двойная идентичность Давида Сикейроса и Иосифа Григулевича: репрезентация мексиканского искусства в СССР в 1960–80-х гг. // Конструируя «советское»? Политическое сознание, повседневные практики, новые идентичности : материалы тринадцатой международной конференции молодых учёных (26—27 апреля 2019 года, Санкт-Петербург) / Составители и редакторы: М. Газимзянов, Д. Ганзенко, Е. Жданкова, Е. Красильникова, О. Майстат, Д. Наволоцкая, Д. Свирина, Д. Тейлор, Д. Фетисова. — СПб. : Издательство Европейского университета в Санкт-Петербурге, 2019. — С. 129—135. — 136 с. — ISBN 978-5-94380-280-5.
- Gómez T. El falso embajador tico que cambió la historia del comunismo mundial (исп.). El Observador (16 февраля 2020). Дата обращения: 3 января 2021. Архивировано 13 апреля 2021 года.